# 自由民主党 (日本)
自由民主黨（日语：／ Jiyū minshu tō */?），簡稱自民黨（／ Jimintō）、自民，單字簡稱「自」，是1955年成立的日本大型政黨，政治光譜偏向保守主義。目前為日本的執政黨，在國會參眾兩院均握有最多席位。2012年起與公明黨組成執政聯盟「自公連立政權」，並在其中占主導地位。
自民黨自1955年因「保守合同」建黨以來，在日本政界與日本社會黨形成長期「保革對立」的55年體制，在1993年細川內閣成立以前執政長達38年，是日本一黨獨大體系的核心，長期支配戰後以來的日本政界，創黨以來僅在1993－1994年、2009－2012年短暫失去政權。黨總裁（黨魁）因為大部分時間同時擔任日本內閣總理大臣（首相），因此也被稱為「總理總裁」。

## 概要
自民黨是1955年（昭和30年）自由黨與日本民主黨締結保守合同所成立的保守主義政黨。其前身最早可追溯至日本帝國時代擔負政黨政治的兩大政黨立憲政友會、立憲民政黨、翼贊體制核心派系的翼贊議員同盟、翼贊政治會、大日本政治會（以上三派系為日本進步黨的前身）與批判翼贊體制的同交會（日本自由黨的前身）、護國同志會（日本協同黨的前身）、日本自由黨、日本進步黨、日本協同黨等。
自成立以來，黨中央權力低落，資深政治家各自組成「政治派別」（派閥）進行交涉成為黨內常態。這是日本選區採取中選區制所產生的現象。同選區的同僚議員雖屬相同政黨依然會互相競爭。由於候選人需要加盟大政治人物的派閥以在選舉中取得派閥支持，然而這也成為金權政治的溫床。
自民黨為保守主義政黨。在55年體制時代中，相對於歐美的保守政權，自民黨較為偏向強化經濟控制的社會民主主義。在野第一大黨日本社會黨分裂、衰退時，透過護送船隊方式、給予農業補貼、政府強力介入地方公共事業等手段消除不平等現象的自民黨也被視為是「成功的社會主義」。

自民黨形象標誌

黨章的陰十四菊中央有「自民」的花押字。文宣使用名為「在燦爛的陽光下、自由自在地生活的人」的形象標誌。過去還曾使用綠色大象作為形象標誌，但近年則較多使用紅色作為政黨的標誌。
自民黨培育出眾多知名政治人物。90年代以後政界再編後，非自民勢力的大物政治家多出身自自民黨。如內閣總理大臣細川護熙、羽田孜、鳩山由紀夫，以及小澤一郎、龜井靜香、岡田克也等人。

## 黨名
1955年（昭和30年）11月，「新黨結成準備會」的「黨名委員會」向黨內外徵募黨名。在全國2,191提案中，「日本保守黨」以546案位居第一，「民主自由黨」及「保守黨」同為187案，「日本國民黨」為159案。得票最多的「日本保守黨」被認為「對選舉不利」不予採用，最後黨內以自由民主主義命名為「自由民主黨」。
在菅直人、鳩山由紀夫組織的民主黨成立及小澤一郎創立自由黨以後，多使用「自民黨」或「自民」作為簡稱。黨報名稱也從《自由新報》改為《自由民主》。
2009年（平成21年），自民黨在眾議院議員選舉中輸給了民主黨，是自1993年來睽違16年的政黨輪替。因此同年9月，在谷垣禎一所領導的政權構想會議中以「『自由民主黨』的名稱為輿論所抗拒」為由提出變更黨名。雖有「和魂黨」、「自由新黨」等提案，但最終仍維持原名。

## 歷史

### 創黨與55年體制

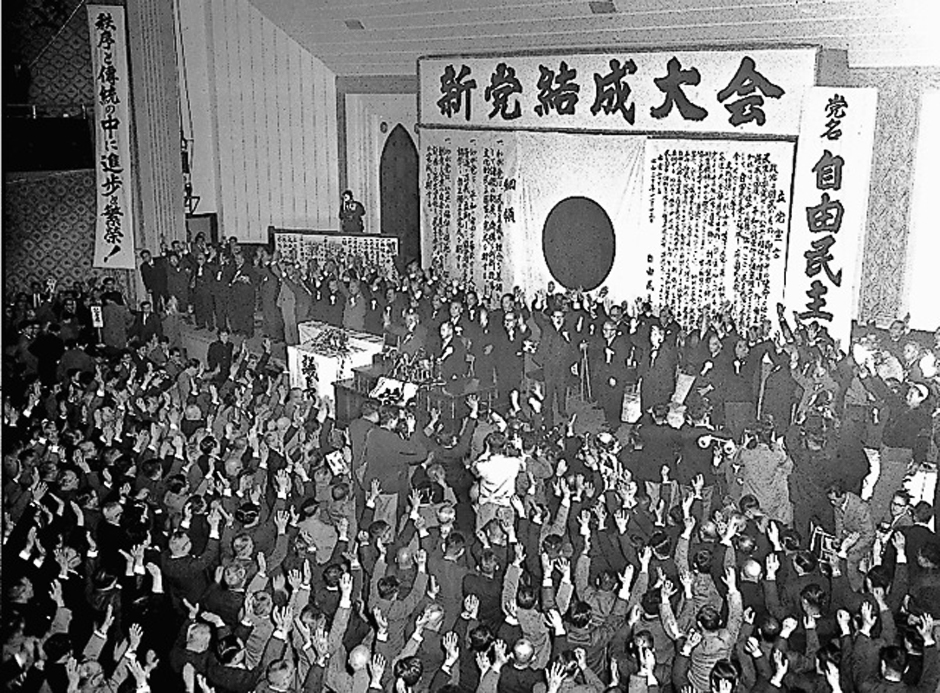
1955年自由黨與日本民主黨保守合同的自由民主黨成立大會。

1950年代當時，日本政黨分成保守派、改革派兩派對立勢力。戰後的保守派政黨繼承戰前立憲政友會與立憲民政黨等多組政黨，曾多次冀求整合都未能成功。1955年（昭和30年）10月13日的社會黨統一大會，四年間分裂成左右兩派的日本社會黨重新整合，對此感到危機的財界施加壓力給相互對立的吉田茂、鳩山一郎，最終雙方達成保守合同。
然而黨內有吉田派、反吉田派、黨人派、官僚派、戰前派、戰後派等錯綜複雜的派閥對立，讓三木武吉認為「若是能維持一黨體制十年就好了」。
創黨後第一個總選舉是1958年（昭和33年）的第28回總選舉，自民黨共拿下298席（總數467）。社會黨取得167席，兩黨拿下99%的席次。從此形成自民優勢的兩黨制。確立55年體制。
1954年（昭和29年）至1964年（昭和39年），美國（具體為白宮與國務院）基於反共政策透過中央情報局（CIA）協助自民黨。中情局為了防止日本成立社會黨政權，金援自民黨與民社黨，並為選舉活動提出建議。雖然現在美國政府已承認有資助活動，但自民黨依然否認。

### 高度經濟成長與黨安定期
1959年（昭和34年）至1960年（昭和35年）的岸內閣時代，安保鬥爭政治運動興起。1960年的第29回總選舉，自民黨藉由社會黨與民社黨分裂擴展席次。接著，推動「國民所得倍增計劃」的日本達成高度經濟成長，政治運動沒落。此外，池田內閣在國會採取「對話政治」方針，透過對話緩和與在野黨的對立，穩定了政局。
1963年（昭和38年）10月，黨組織調査會會長三木武夫提出黨近代化報告（又稱三木報告）。報告記述了派閥的弊害，呼籲解散派閥並集中政治資金於黨中央。總裁池田表示「三木的報告很糟糕。那種東西沒有意義」並表示各派閥都無法接受其內容。然而儘管只是形式上，派閥仍在之後宣告解散。
1964年，池田因病辭去總理總裁，指名佐藤榮作繼任。同年大野伴睦去世，翌年1965年（昭和40年）7月河野一郎逝世，靜養的池田也在同年8月辭世，佐藤的黨內對手不斷減少。1966年（昭和41年）的黑霧事件等醜聞使得自民黨遭到輿論批判。1967年（昭和42年）的第31回總選舉原先判斷選情不利，但在社會厭惡新左翼的氛圍下，自民黨仍取得安定多數。被稱作「人事的佐藤」的佐藤榮作緊握黨內大權，四度當選總裁，陸續推動日韓基本條約、公害對策、沖繩返還等政策，至1972年（昭和47年）7月為止執政長達7年8個月。
從創黨至1960年代結束為止，自民黨選情穩定。另一方面，自民黨支持度在新住民較多的大都市與其臥城較弱。但社會黨受到脫黨另創的民社黨蠶食，以及公明黨和共產黨的崛起，失去在都市地區的地盤，相較之下自民黨仍維持一定實力。

### 保革伯仲與黨內抗爭
佐藤長期政權結束後的1972年自由民主黨總裁選舉，被合稱三角大福的四名黨內實力者三木武夫、田中角榮、大平正芳、福田赳夫參選，由提出日本列島改造論與日中國交正常化的田中當選總理總裁。田中內閣在1972年（昭和47年）9月發表日中共同聲明。對此，黨內反對者在1973年（昭和48年）7月組成跨派閥的鷹派政策集團青嵐會，反對日中國交正常化。
田中內閣以日本列島改造論為基礎，在1973年度預算中增加高速道路建設與新幹線整備等公共事業費用。但是，同年10月爆發石油危機（第一次石油危機），造成國內通貨膨脹，日本經濟陷入混亂。田中在同年11月任命主張均衡財政的對手福田出任藏相。福田全面實行降低預算、貨幣緊縮等措施，讓田中內閣從需求刺激政策轉成需求抑制政策。1974年（昭和49年），日本在戰後首次出現經濟負成長。1975年（昭和50年），經濟成長率回正，日本從高度經濟成長時代轉入安定成長時代。
1974年7月的第10回參院選，自民黨依然取得過半數席次，但與在野黨僅剩些微差距，被稱作保革伯仲時代。同年12月，田中因田中金脈問題辭去總理總裁。繼任總裁由副總裁椎名悅三郎指名（又稱椎名裁定）三木武夫出任並獲兩院議員總會通過。三木上台後提出政黨近代化與政治淨化。
1976年（昭和51年）2月爆發洛克希德事件。同年6月，河野洋平、山口敏夫等六名國會議員退黨，以「與腐敗訣別」為口號成立新自由俱樂部。同年7月，東京地檢特捜部逮捕田中角榮，田中退出自民黨。前總理大臣遭到逮捕對政壇造成巨大衝擊。同年8月，田中依涉嫌關說賄賂與違反外匯法遭到起訴。三木與法務大臣稻葉修積極為洛克希德事件解套，卻引發黨內反彈，發動「下架三木」（三木おろし）運動。三木為了壓制黨內反彈聲浪，罷免反彈的閣僚，達成眾議院解散條件。不過直至最後都未宣告解散。同年12月的第34回總選舉，自民黨首次席次未達過半。三木宣布辭去總理總裁。之後國會持續呈現執政在野對抗的不安定狀態。加上離黨的田中持續擔任黨內外最大派閥領導人，將導致之後的政治改革運動與自民黨下野。
1976年12月，福田赳夫獲得執行部推薦就任總理總裁。傳聞此時福田與大平達成大福密約，先由福田出任一期總理總裁，之後再由大平繼任。最初福田內閣的支持率低迷，但在景氣復甦與外交成果激勵下逐漸上升。另外，黨中央也與部分在野黨協商推動部分結盟，緩解伯仲國會的緊張情勢。自民黨在1977年（昭和52年）實施黨員、黨友直選總裁。此外，黨友組織自由國民會議也在此時成立。接著各派閥再次形式上解散。1978年（昭和53年）自民黨總裁預備選舉，福田無視大福密約宣布參選，最終由獲得田中派支持的大平拿下勝利，福田退出選舉，大平就任總理總裁。
1979年（昭和54年）10月的第35回總選舉，由於大平提議開徵一般消費稅，使得自民黨席次再次無法過半。黨內要求大平負起敗選責任，但大平拒絕辭職，造成黨內分裂。大平之後在首班指名選舉中以些微差距保住勝利。同年11月，第2次大平內閣成立，結束長達四十天的四十日抗爭。
1980年（昭和55年）5月16日，社會黨在眾議院對大平內閣提出不信任案。自民黨內反主流的三木派與福田派等69名派系議員缺席本會議，使得不信任案通過，促成之後史上第一次眾參同日選舉。本次議會解散由於事發突然，也被稱作突發解散。公告總選舉的5月30日，大平因心肌梗塞入院，之後在6月12日逝世。6月22日的眾參同日選舉，自民黨在眾參兩院皆拿下過半席次取得勝利。大平的後繼總理總裁由大平派的鈴木善幸出任，提出以「和的政治」促成黨內與國內和解。

### 二重權力架構與保守回歸
1980年代後，改革派主掌的自治體減少，都市地區的自民黨支持度也逐漸回升。
1982年（昭和57年）11月黨總裁選舉，時任總裁鈴木善幸未參選，由中曾根康弘、河本敏夫、安倍晉太郎、中川一郎四人角逐。中曾根康弘在預備選舉中以拿下過半票數的壓倒性勝利就任總理總裁。中曾根派在黨內是小派閥，本次獲勝是有最大派閥田中派支持才能勝出，因此田中派議員在選後大量進駐黨中央與內閣，也讓第1次中曾根內閣被媒體與在野黨批評為「田中曾根內閣」與「直角內閣」。
中曾根上台後提出口號「戰後政治總決算」。具體措施包括行政改革、公社民營化、法規鬆綁、活用民間活力等新保守主義政策。而在教育改革、國防、靖國神社參拜等議題上則採取保守立場。外交方面，1983年（昭和58年）1月訪美與美國總統雷根會談並提出「日美兩國為太平洋兩岸的命運共同體」，努力強化日美關係，表明日本是屬於冷戰下西方陣營的一員。
1983年（昭和58年）10月12日，東京地裁判決涉入洛克希德事件的田中角榮有罪。在野黨要求田中辭去議員但遭到拒絕，引起國會紛亂。在野黨主張交由國民審判，要求解散眾議院。在眾參兩院議長的調解下，中曾根宣布解散眾議院（田中判決解散）。同年的第37回總選舉，自民黨未能拿下眾議院過半（但之後在保守系無所屬議員加盟後再次過半），中曾根發表總裁聲明「已排除田中的政治影響力。將致力於提升政治道德，對黨進行徹底改革，樹立廉潔黨風」。12月27日，自民黨與新自由俱樂部組成連立政權（第2次中曾根內閣），確保安定多數。
1984年（昭和59年），鈴木善幸與福田赳夫等人擁立田中派大老二階堂進出任總裁（二階堂擁立構想），壓制同為田中派的金丸信，使得田中派陷入分裂。1985年（昭和60年）2月，田中派內支持竹下的勢力揭起反旗，成立派中派創政會（之後的經世會）。田中對脫離木曜俱樂部的竹下表達「一同組成同心圓」的看法試圖和緩雙方關係。同月，田中因腦梗塞住院。受到病情影響的田中無法再繼續政治活動，失去政治影響力。脫離田中派的竹下在金丸信支持下成為新勢力。
在中曾根主導下，1986年（昭和61年）6月國會解散（裝死解散）。7月的眾參同日選舉（第38回總選舉、第14回參院選），自民黨分別拿下304席眾議院席次、74席參議院席次，雙雙過半。選後，中曾根特例延長黨總裁任期一年。8月，新自由俱樂部解散，多名黨員回鍋自民黨。
1987年（昭和62年）10月的黨總裁選舉，被視為新一代領導人、合稱安竹宮的安倍晉太郎、竹下登、宮澤喜一出馬角逐。三人決議由中曾根指定候選人，最終由竹下出線出任總裁（中曾根裁定）。此時也發生皇民黨事件。中曾根內閣在完成日本電信電話公社與日本專賣公社民營化、國鐵分割民營化、1987年度預算打破防衛費1%限制等政策後，結束4年11個月的長期執政。
1988年（昭和63年）7月的臨時國會，竹下內閣提出消費稅法案在內的稅制改革六法案。同一期間，爆發瑞可利贈送旗下瑞可利Cosmos未上市股票給政商有力人士的瑞可利事件。在野黨要求優先查明瑞可利問題，提出舉行國會聽證會，並拒絕審議稅制改革法案，國會形同空轉。之後，在野黨在法案表決時採用拖延戰術抵抗，12月9日副總理兼藏相宮澤因瑞可利事件下台，12月24日稅制改革六法案通過。
1989年（昭和64年）1月7日，昭和天皇駕崩，元號從昭和改為平成。
同年4月1日導入消費稅，同月竹下表明將辭去總理一職。5月22日，東京地檢特捜部以涉嫌在瑞可利事件中犯下關說賄賂罪起訴中曾根派的藤波孝生，藤波退出自民黨。5月25日，眾議院預算委員會傳喚中曾根，之後中曾根退出自民黨。竹下決定指名未涉入瑞可利事件、曾任外相的中曾根派幹部宇野宗佑繼任下屆總裁。6月2日，宇野獲得黨兩院議員總會通過就任總裁、6月3日，竹下內閣總辭。
同年6月，甫上任總理總裁的宇野爆發桃色醜聞。7月的第15回參院選，自民黨受到瑞可利事件、消費稅問題、農產品自由化問題等議題影響，大失三十六席。另一方面。以委員長土井多賀子為首的社會黨提名多名女性參選人，掀起土井旋風，改選議席倍增，總席次達46席。參議院雖仍保住第一大黨地位，但在野勢力已逆轉取得多數，宇野宣布辭去總理總裁。
8月的總裁選舉，海部俊樹、林義郎、石原慎太郎三人參選，竹下派、舊中曾根派支持的海部俊樹拿下過半票數就任總理總裁。海部內閣雖以小派閥河本派的海部為首，但背後實際掌權者是黨內最大派閥竹下派會長金丸信、派閥精神領袖竹下、黨幹事長小澤一郎的金竹小三人，被批評為「二重權力」。
1991年（平成3年）9月，海部內閣決心推動政治改革，在臨時國會推動眾議院選舉導入小選區制的政治改革法案。但在9月30日，眾議院政治改革特別委員會理事會決議政治改革法案廢案。海部對此表示「堅定決心」並尋求解散眾議院，但在黨內反彈與小澤反對下宣告失敗。海部宣布退出10月黨總裁選。

### 55年體制崩壞與連立時代的到来
1991年（平成3年）10月27日，宮澤在總裁選中獲勝，以72歲之姿就任總理總裁。但之後平成4年的東京佐川急便事件加深國民對政治的不信任，長期單獨執政的自民黨被批評為金權政治。另外，在金丸失勢後的後竹下派繼爭落敗的小澤聯合羽田等人另立羽田派，與接棒竹下派的小渕派分道揚鑣。
為了回應政治改革的需求，宮澤內閣欲推動政治改革法案但未能成功。三塚派武村正義與羽田派等不滿的自民黨議員大量退黨。平成5年，因內閣不信任案而進行改選的第40回眾院選，自民黨失去過半優勢，保守三新黨大勝。55年體制另一方的社會黨也在本次選舉慘敗。結果，以日本新黨細川護熙為首成立非自民連立政權，結束自民黨自創黨以來的長期單獨執政時代。宮澤宣布辭去總理總裁。7月30日總裁選，打敗渡邊美智雄的河野洋平就任總裁。失去執政權的自民黨，議員人心浮動、冀求脫黨加入執政聯盟。另一方面，上任的細川內閣提出以並立制為主體的政治改革法案，並在平成6年1月29日通過。
看準連立政權內新生黨、日本新黨、公明黨與社會黨之間的矛盾，自民黨提出擁立社會黨委員長村山富市出任首相，企圖瓦解連立政權。1994年（平成6年）6月30日與社會黨、先驅新黨組成連立政權，自民黨重回執政。
1996年（平成8年）1月11日，自民黨橋本龍太郎就任首相。同年的第41回總選舉，席次回到將近過半的239席。隨著訴求改革的民主黨成立，橋本內閣為了維持政權被迫實施行政改革，引起黨內不滿。
舊非自民連立政權方面，吸收大部分勢力的新進黨被自民黨積極拔樁，多名議員回歸自民黨。結果，自民黨在平成9年重新取得過半優勢。年底，新進黨解散。平成10年，自民解除與社會、先驅的執政聯盟，恢復單獨執政。
橋本政權失敗的經濟政策，導致第18回參院選大敗，失去參議院過半優勢，橋本內閣宣布總辭，小渕惠三領導的小渕內閣成立。為了穩定政權，平成11年採納小澤一郎率領的自由黨政策，組成自自連立。10月，再與公明黨組成自自公連立政權。平成12年，自由黨退出執政聯盟，自由黨分裂出的保守黨加入執政，合組自公保連立政權。此時開始與公明黨進行選舉合作。小渕病倒後，森喜朗繼任，森內閣成立。但是，森喜朗的頻頻失言與KSD事件等醜聞，讓內閣支持率低迷，爆發加藤之亂。之後，森內閣被迫總辭，山崎拓、加藤紘一、小泉純一郎的YKK同盟成立小泉內閣。

### 結構改革與較勁國會
經濟方面，泡沫經濟在1991年（平成3年）宣告結束。冷戰結束後的高速全球化，傳統由官僚主導利益分配的政治手段不再有效，然而執政的自民黨並未轉變其經濟政策，仍死守對經濟成長幫助不大、以公共事業為主軸的龐大財政支出方針，造成國家與地方龐大的財政赤字。2001年（平成13年），為了回應經濟成長等新時代的需求，小泉內閣成立。小泉純一郎主張削減公共事業等手段降低政府財政支出，推動將中央政府權限下放給民間企業與地方自治體的「沒有聖域的結構改革」。
人氣高漲的小泉掀起小泉旋風。成立時（2001年4月）的第1次小泉內閣支持率為戰後最高（當時），民調支持度最高的讀賣新聞達87.1%、最低的朝日新聞也有78%。「小泉內閣電子報」發行後的訂閱人數達200萬人。靠著小泉的高人氣，自民黨在同年7月的參議院議員選舉中大勝。
小泉在2002年（平成14年）9月旋風訪問朝鮮民主主義人民共和國，與朝鮮勞動黨總書記金正日舉行首次日朝首腦會談。
2003年（平成15年）10月的第43屆眾議院議員總選舉，選前小泉表示中曾根康弘、宮澤喜一兩名前首相適用比例代表的73歲限制。83歲的宮澤因此宣布引退。85歲的中曾根則試圖抵抗未果。結果，自民黨與公明黨、保守新黨維持絶對多數。自民黨衰退10席，執政聯盟全體下滑12席（選後保守新黨併入自民黨，自民黨取得單獨過半優勢）。
2004年（平成16年）7月的第20屆參議院議員通常選舉，年金制度改革成為選舉主要議題。小泉內閣在參院選舉前的6月通過年金改革法，使得參議院改選以一席之差敗給民主黨。
2005年（平成17年），第162回通常國會提出的郵政民營化法案遭到參議院否決，8月的第44回眾院選，自民黨藉由稱作「小泉劇場」的民粹主義手段，拿下296席，加上公明黨共掌握327席，取得史上空前勝利。另一方面，「抵抗勢力」議員因反對郵政民營化法案遭到開除黨籍，或是在選舉中敗給小泉的空降刺客，被批評可能再次造成保守派分立。
小泉政權後期的2005年，麻生太郎、谷垣禎一、福田康夫、安倍晉三等四人被認為是「後小泉時代」的新一代接班人，合稱「麻垣康三」。
2006年9月20日的自民黨總裁選，選前被指名的安倍晉三勝出。翌日9月21日，小泉結束自民黨總裁任期，9月26日小泉內閣總辭，卸任內閣總理大臣。小泉是1987年中曾根政權以來第一位完成任期的總理，其內閣也是戰後在任時間第四長的內閣（當時）。
第21回參院選，自民黨陷於安倍政權的年金記錄問題與閣僚醜聞，慘敗給民主黨，創黨以來首次失去參議院第一大黨寶座。眾參兩院由不同政黨把持的「較勁國會」加深了朝野對立，使得政策難以推行。總理大臣的領導力也大幅滑落，總理總裁更迭頻繁，在2006年至2009年间经历了安倍晋三、福田康夫、麻生太郎三任首相。

### 第二次在野與重返執政
2009年（平成21年）8月30日的第45回眾院選，前首相海部俊树與多名派閥領袖等重量級議員中箭落选，自民黨大敗，民主黨拿下眾議院第一大黨。席次僅剩119席的自民黨第二次成為在野黨，更是自民黨首次失去眾議院第一大黨。前大臣等國會議員陸續退黨，至2010年（平成22年）6月為止退黨的現任國會議員達15人以上。總理總裁麻生太郎負起敗選責任辭職。之後的2009年自由民主黨總裁選舉由谷垣禎一拿下勝利。
2010年7月的第22回參院選，自民黨在改選中獲勝，阻止執政黨維持參院過半優勢。
2012年（平成24年）9月26日的黨總裁選舉，安倍晉三勝出，成為創黨以來首位辭任後回鍋的黨總裁。
在經歷鳩山由紀夫、菅直人、野田佳彥等首相頻繁更迭的民主黨執政後，自民黨在2012年12月16日第46回眾院選奪下絕對安定多數的294議席（之後鳩山邦夫歸黨成為295人）。總選舉10日後的12月26日，野田第3次改造內閣總辭，睽違5年重返首相寶座的安倍籌組第2次安倍內閣。並與公明黨再次組成自公連立政權。

### 安倍一強、歷代最長政權 （2012-2022）
2012年12月至2020年9月開啟了歷代最長的安倍政權（第2次安倍內閣～第4次安倍第2次改造內閣），更被稱為「安倍一強」。
「從某種意義上來說，議會內閣制的樣貌已形成」，然而權力也持續往首相集中，政府掌握政策主導權，黨內辯論風氣下降。隨著首相主導體制的構建，政府取代政黨成為政策方針的主導者，黨內政策共識形成的重要性不如以往。
2013年（平成25年）的第23回參院選，自民黨與公明黨重新拿下過半，2014年（平成26年）第47回眾院選維持平盤。
2016年（平成28年）的第24回參院選，自民黨在32個單人選舉區中拿下21勝11敗，計入之後的追加公認席次共獲得56席（加上非改選席次達121席）。「改憲勢力」（自公與大阪維新會、珍惜日本之心黨、其他支持改憲派系與無所屬議員）在眾參兩院皆取得三分之二優勢，達成憲法修正發動條件。之後，退出民主黨（現民進黨）以無所屬活動的平野達男入黨，自民黨睽違27年取得參院單獨過半。
2017年（平成29年）1月16日，自民黨與珍惜日本之心黨（之後的日本之心黨）於參議院組成共同黨派「自由民主黨・心」。
首次實施18歲選舉權的2017年10月第48屆眾議院議員總選舉，自民黨在小選區拿下218席（包含三名原無所屬議員）、比例代表拿下66席，維持與選前相同的284席。由於在野第一大黨民進黨分裂另立希望之黨與立憲民主黨兩組新政黨，使得在野勢力票源無法集中，促成本屆自民黨的大勝。
2018年（平成30年）11月，日本之心併入自民黨。前月，參議院黨團更名為「自由民主黨・國民之聲」。
2019年（平成31年）4月30日，天皇退位皇室典範特例法施行，上皇明仁退位（讓位）。翌年2019年（令和元年）5月1日，第126代天皇今上天皇（德仁）即位（天皇明仁退位）。年號由「平成」改元「令和」。新年號「令和」由當時內閣官房長官菅義偉於施行1個月前的同年4月1日公布。
令和時代首次國政選舉的2019年（令和元年）7月第25回參院選，自民黨在32個單人選舉區中拿下22勝10敗，全部選舉區拿下38席，比例拿下19席，共計57席。雖比上屆成長一席，但未能維持改選前的66席。自公連立政權拿下改選124席過半（63）的71席，與選前相比衰退六席，自民黨未單獨過半。「改憲勢力」無法保住三分之二修憲席次，使得自民黨開始尋求其他方式發動修憲。
2020年（令和2年）8月28日，安倍在首相官邸舉行記者會，表示因「潰瘍性大腸炎的舊疾復發，在此狀態下沒有自信承擔國民的重托」而決定辭去首相一職，並表示「各種政策正在推行、新冠肺炎疫情的對抗也持續進行，我對在此時提出辭職，真誠向各位國民致以歉意」。並表示會留任至新任總理大臣任命為止。針對辭職聲明，自民黨決定舉行總裁選舉，將由幹事長二階俊博決定總裁選舉的時間和形式。二階表示將由兩院議員總會進行總裁選舉，省略黨員投票。2020年9月14日，擔任官房長官長達7年8個月的菅義偉大勝石破茂與岸田文雄成為新任總裁。2020年9月16日，第4次安倍第2次改造內閣總辭，菅義偉內閣成立。菅義偉在通過國會的內閣總理大臣指名選舉、任命式後正式就任，成為第99代內閣總理大臣。安倍的2822日首相連續在職日數（第2次至第4次安倍內閣）超越大叔父佐藤榮作（2798日）成為史上最長記錄。而（包含第1次安倍內閣）總在職日數則長達3188日，也超越桂太郎（2886日）成為史上第一。

### 後安倍時代 （2020-至今）
2020年（令和2年）9月14日的總裁選舉，內閣官房長官菅義偉勝出就任總裁。9月16日菅義偉內閣成立，自詡為「為日本國民工作的內閣」。
菅義偉在2021年9月29日次期總裁選舉前的同月3日上午黨臨時役員會宣布不再參選。也代表上任一年多的菅義偉內閣即將卸任。由於菅義偉並未在總裁選舉前宣布進行解散總選舉，因此下次議會選舉將成為1976年（昭和51年）眾院選（三木內閣）以來的戰後第二次任期結束總選舉。
2021年（令和3年）9月29日的總裁選舉，岸田文雄成為第27代自由民主黨總裁。10月4日岸田內閣（自公連立政權）成立。岸田將該內閣稱為「新時代共創內閣」，並宣布10月31日進行第49屆日本眾議院議員總選舉（10月14日第205臨時國會會期結束後解散眾議院），之後召開特別國會並依日本國憲法第70條內閣總辭，成為日本憲政史上執政最短的內閣。
2022年 （令和4年）7月8日上午11點30分左右，第26屆日本參議院議員通常選舉前三天，前日本首相、自民黨前總裁安倍晉三於奈良市大和西大寺站為爭取連任的黨籍參議員佐藤啟進行助選演講時，突遭41歲的前海上自衛隊隊員山上徹也以土製手槍槍擊，子彈直接射入安倍的頸部與後胸，當場失去意識、心肺停止。在場隨扈與醫護人員緊急將其送上救護直升機，前往奈良醫科大學附屬醫院搶救，奈良縣警方與維安人員當場壓制並逮捕山上並扣押其作案手槍。
日本時間當日下午5點03分，安倍晉三經歷約6小時輸血急救後仍不治身亡，享壽67歲。經法醫解剖後，死因確認為失血過多，且子彈射入波及到心臟為致命傷。時任首相岸田文雄緊急發表全國國民談話確認安倍的死訊，由於這次事件乃二二六事件后第一次有前任首相遭到暗殺身亡（前次遭暗殺未遂者為第56、57任首相岸信介，同時亦為安倍的外祖父），消息震驚國際社會，包含時任韓國總統尹錫悅、俄羅斯總統普丁等皆即日致電向其遺族表達哀悼之意，中國國家主席習近平和中國國務院總理李克強次日早上向日本首相岸田文雄致唁電，時任美國總統喬·拜登、印度總理莫迪、中華民國總統蔡英文更特別宣布全國政府機關降半旗致哀。
2022年7月10日，第26屆日本參議院議員通常選舉結果出爐，自民黨、公明黨、日本維新會、國民民主黨等改憲勢力順利取得參議院三分之二的席次門檻，使安倍生前推動憲改工程的進度邁進一大步。

## 政策

### 1955年創黨
1955年創黨時提出「立黨宣言」、「綱領」、「黨的性格」、「黨的使命」、「黨的政綱」五文書。

#### 立黨宣言
1955年「立黨宣言」記述該黨的政治使命為安定民生、增進公共福祉、自主獨立、確立和平，創黨的政治理念是議會民主政治、個人自由與人格尊嚴。

#### 1955年綱領
1955年「綱領」記載如下。
1. 民主主義、文化的民主國家。
2. 和平與自由、自主獨立。
3. 公共福祉、個人創意與企業自由、經濟綜合計畫、民生安定與福祉國家。

#### 黨的性格
1955年的「黨的性格」記載如下。
1. 作為國民政黨反對階級政黨。
2. 作為和平主義政黨以聯合國憲章精神維護世界和平。
3. 作為真正的民主主義政黨，尊重基本人權，反對階級獨裁與共產主義。
4. 作為議會主義政黨，反對極左、極右的極權主義。
5. 作為進步政黨，避免鬥爭和破壞，在維護傳統與秩序下進行現狀改革。
6. 作為實現福祉國家的政黨，廢除社會主義經濟與獨佔資本主義，透過規劃增強自由企業生產、社會保障、完全雇用，實現福祉國家。

#### 黨的使命
1955年的「黨的使命」批判社會主義與共產主義等反美勢力，指出日本國憲法與戰後民主主義是“日本弱化的原因之一”。“正確的民主主義與自由才是國家所需要的，吾黨將透過修憲回應國民的負託”。

#### 黨的政綱
1955年的「黨的政綱」記載如下。
1. 確立國民道義與改革教育 - 弘揚正確的民主主義與祖國愛，純化提升國民情操
2. 改革政官界 - 修正選舉制度與公務員制度，中央與地方的責任行政體制，行財政效率化
3. 達成經濟自立 - 逐年規劃的經濟政策，安定農林漁業，振興中小企業、確立勞資合作體制、和平使用核能
4. 建設福祉社會 - 整備社會保障政策，改善生活環境，基於社會正義的福祉社會
5. 積極展開和平外交 - 與自由民主主義各國合作，加入聯合國，禁止核爆
6. 整備獨立體制 - 自主修正現行憲法、自衛軍備

### 2005年綱領
2005年11月22日的黨大會發表「新綱領」。
- 制定新憲法 - 新憲法制定的討論進展
- 志向崇高的日本人 - 作為人類的普世規範、家族之絆、愛國、地域愛、共助
- 小政府 - 行財政改革、推動地方分權
- 確立永續社會保障制度 - 少子化對策、永續社會保障制度
- 世界第一、安心安全的社會 - 對抗犯罪與恐怖活動、災害對策
- 確保食糧、能源穩定 - 提升糧食自給率、食品安全
- 強化知識與技能的國際競爭力 - 活化中小企業、科學技術立國
- 構築循環型社會 - 永續式循環型社會
- 性別平等社會 - 女性參與、承認性別差異以分擔責任
- 充實的生活 - 志工活動、體育與藝術、高齡者與殘疾人士的社會參與、NGO及NPO的交流

### 2010年綱領
2010年（平成22年）1月24日的第77回定期黨大會提出「平成22年綱領」。
- 在天皇統治下[103]，以日美同盟為主幹的外交政策創造了和平的日本。創黨目標中的「反共產與社會主義，反獨裁與管控的統治」雖已達成，卻也造成獨自傳統、文化的喪失，經濟成長的鈍化、財政惡化、少子化等現象，另一個創黨目標「建立日本的日本」至關重要。對於平成21年總選舉的敗北進行反省，吾黨持續守護的自由（自由主義）既不是市場原教旨主義，也不是無原則的政府介入主義，而是獨立個人的義務與創造力、自由選擇、對他人的尊重與寛容、共助精神等等的自由。
- 吾黨是不斷追求進步的保守政黨 - 自由主義、民主制、在秩序中追求進步、誠實以對、與各式組織對話
- 吾黨政策的基本思想 - 制定新憲法、自主防衛、尊重獨立的個人、市場經濟、地域社會與家族之絆、公正政策、財政效率化與稅制改革
- 吾黨致力於展現日本自豪而充滿活力的形象 - 家族、地域社會、國家歸屬感、協商共識的民主制、努力會有回報的社會、降低國債、維護世界和平的義務

### 其他
憲法草案
- 依據「自主修正憲法」（自主制定憲法）分別發表2005年的「新憲法草案」、2012年的「憲法改正草案」[104][105]。

自由民主黨在野的2010年所發表的自民黨政策集
- 統治制度方面，大幅削減國會議員席次，研究二院制制度，杜絕酬庸空降人事「天下り」等[106]。
- 經濟財政方面，擺脫通貨緊縮，調降法人稅，推動郵政民營化，消費稅10%等[107]。2012年的「國土強韌化基本法案」規劃在3年內投入15兆日圓、10年內投入200兆日圓的公共投資[108]。
- 外交方面，基於「日美同盟是國家外交的基石」，推動減輕地方負擔與駐日美軍重整，與亞洲各國建立合作關係，反對保護主義並推動自由貿易，推動自衛隊派駐海外[109]。
- 農林水產業方面，創立「日本型直接支付制度」與「經營所得安定制度」，對地方自治提出「總額2兆日圓的緊急交付金」，推動道州制等[110]。
- 環境問題方面，為了降低溫室氣體，推廣再生能源，推動核能發電等[111]。
- 教育問題方面，尊重國旗、國歌，反對「極端的」性教育與無性別教育，反對偏向自虐史觀的教育內容等[112]。
- 反對民主黨的可選擇性夫婦別姓法案[113]。
- 反對賦予永住外國人地方參政權[113]。

## 組織

### 黨員
依黨則第3條規定，黨員為「支持本黨目標的日本國民，依黨則規定忠實履行義務，並作為國民大眾的奉仕者積極參與黨活動者」。年齡限制另外規定，2015年（平成27年）現在為18歲以上即可申請入黨。
希望入黨者，由本人親自填寫入黨申請書，並與首年黨費一同提交給支部或都道府縣支部連合會。入黨需要一名現任黨員推薦。若沒有現任黨員推薦，需與各地方支部洽詢。
黨籍分為一般黨員、家族黨員、特別黨員三種，一般黨員年費4,000日圓。家族黨員年費2,000日圓，但同一戶內需有一名一般黨員。特別黨員年費20,000日圓以上，可在政治資金規正法允許範圍內自訂年費金額。另外，一般黨員可另外加入自由國民會議會員，對於籌措政治資金層面上更有效果。
只要年滿20歲且最近兩年無欠繳黨費，可獲得總裁選舉投票權。
若要從他黨轉至自民黨，國會議員需與總裁或幹事長會談，都道府縣議與自治體議員則須與縣連會長會談。
自民黨黨員在1991年（平成3年）曾達500萬人，之後持續下滑，2012年（平成24年）僅78萬9348人。2013年以後逐漸上升，2016年（平成28年）9月重回100萬人大關。

### 本部
九層樓的自民黨本部「自由民主會館」是建於國會議事堂西北方的國有地（財務省所有），年租金約8970萬日圓（2011年）。1966年(昭和41年)竣工。所有者為財團法人自由民主會館。樓板面積約1萬5600平方公尺。
1955年（昭和30年）創黨時，是租借東京平河町的砂防會館本館2、3樓。之後因配合東京奧運拓寬國道246號，而與日本社會黨（之後的社會民主黨）共同租借國有地。
另外，自民黨在眾議院有約1320平方公尺國有地作為該黨眾議院議員的停車場。

### 地方組織
自民黨除了在眾議院小選舉區、參議院選舉區設有選舉區支部，以及基礎自治體的支部（地域支部）以外，對於某些工作職業還設有職域支部（しょくいきしぶ），都道府縣設有管理以上支部的連合會。都道府縣支部連合會通常簡稱縣連（けんれん）、都連（とれん，東京都）、府連（ふれん，大阪府、京都府）、道連（どうれん，北海道）。
縣連會長原則上由現任國會議員出任，特殊情況下也可從都道府縣議會中選出。縣連幹事長一般從地方都道府縣議會選出。縣連總務會長、政調會長則可從都道府縣議會或同一縣之政令指定都市市議會中選出。東京都連可能出現幹事長以外都是由國會議員出任的情況。

#### 選舉區支部
眾議院選舉區支部基本上由在小選舉區選舉中獲勝的現任議員擔任支部長，也可由比例復活當選者，或下屆總選舉的小選舉區預定參選人出任。但是，比例復活者受「支部長選任基本方針」規定，需進行每年審査。
小選舉區敗選一次者在選舉結束後只能暫任選舉區支部長，一年後需進行活動內容審査，經總裁與幹事長同意後才可正式就任。最近連續兩次以上在小選舉區敗選但依比例復活當選者，直到下屆總選舉以前，每年都需進行審査，若是審查不予通過，最嚴重可能遭到替換支部長一職並退出政界。最近連續兩次以上在小選舉區敗選，且未能透過比例復活當選者，原則上不再獲得自民黨提名。但若是連續兩次於小選舉區敗選時在40歲以下，或是在立憲民主黨、日本維新會等在野黨票倉的選舉區，以及上屆選舉以些微差距落敗，與上屆他黨現任議員轉任自民黨敗選者等情況時，由黨中央另作討論。
支部長選任基本方針慣例上在眾議院總選舉後進行修正，最近一次修正是2017年（平成29年）11月。該次修正規定連續兩屆以上比例復活者，在下屆選舉不列入重複立候補。
參議院選舉區的當選者與下屆預定參選人者擔任都道府縣連下的「參議院選舉區支部」支部長。單獨提名眾議院比例代表並當選者，與參議院比例區當選者，擔任出身都道府縣的「比例區支部」支部長。都道府縣知事與基礎自治體首長、地方議會議員獲自民黨提名且當選時，可在該選舉區擔任「地方選舉區支部」支部長。若是現任選舉區有強力預定候選人，則可再設「眾議院選舉區第二支部」。

#### 地域支部
地域支部成員包含了地方選舉區選出的都道府縣議會議員與該地區的基礎自治體議會議員，有時會由國會議員兼任支部長。地域支部與選舉區支部國會議員或預定候選人一同進行地方服務。

#### 職域支部
自民黨的職域支部是在業界團體等具有50人以上黨員時，由黨本部與都道府縣支部連合會核准成立的組織。

### 參議院自由民主黨
參議院自由民主黨的各界、團體代表者比例較高，因此派閥歸屬感較眾院弱。1989年（平成元年）第15回參議院議員通常選舉大敗後，自民黨在參院就難以過半，因此參院決策就十分重要。
參院自民黨的執行部人事是由參院議員會長指名決定。但是，其人事常被會長所屬的派閥領袖左右，因此也被詬病是老人政治與密室政治。
閣僚人事也有以參院議員會長、參院幹事長意向主導的參議院名額（参議院枠）。過去曾有參院議員會長因其巨大影響力，壓過總理總裁人事權與派閥成為閣僚人事權實際支配者的情形。

### 退黨與獎懲
一般黨員在每年五月起會收到所屬支部的黨費繳納通知，若在該年底（12月28日）前未繳納就自動失去黨籍。
現任國會議員退黨需向幹事長提出退黨申請，經黨紀委員會確認為非處分對象後才可核准。地方議員則是向都道府縣支部連合會會長提出。經黨紀委員會或縣連會確認為處分對象時，則改為開除黨籍。另外，議員及黨員因貪汙或違反選舉行為等刑事犯罪遭到逮捕時，在判決確定前停止黨員資格，判決為入獄以上則無條件開除黨籍。若是不起訴、緩起訴但已造成自民黨名譽受損時，黨中央亦可進行處分。
黨紀委員會處分從重至輕分別為開除黨籍、退黨勸告、停止黨員資格、取消提名、停止國會或政府職務、停止黨職、幹事長嚴重警告、黨則遵守勸告。幹事長可在停止國會、政府職務前提出「辭職勸告」。
其中，停止黨員資格或黨務的處分以兩年為限。退黨勸告加上時間限制時，若在期限前提出退黨申請，黨紀委員會必須核准，同時未來可重新入黨。未在期限前提出則直接開除黨籍。
退黨議員希望重新入黨時，須向幹事長、甚至是總裁提出入黨申請，並經黨紀委員會審査後才可核准。若是被開除黨籍則無法重新入黨，同時也須退出自民黨黨團。

## 當前意識形態

### 經濟政策
尽管自民党在党纲中称，也就是经济自由主义的政策。但自民党几十年来在执政期间经常利用各种行政手段干预经济，如少数大企业在政府主导下兼併大量中小企业，大力进行各种公共投资。

### 政治政策
自民黨對國內政策態度保守，在長期執政下與財團掛勾形成「政治家（政党）、官僚、經濟界的鐵三角」（日语：政・官・財の鉄の三角形）壟斷日本政治，自民黨支持財團，財團提供大量政治獻金助選，兩者利益共生，因此自民黨常被視為財閥政治的象徵。而上述的族議員，即長期擔任自民黨政調會相關部會及委員會職務，專精相關決策領域並與利益團體結合的產物。自民黨從鄉村的農民獲得最多支持，也得到官僚、財閥和白領的支持。自民黨後期經常受醜聞困擾，多為議員收受賄賂之事，甚至涉及金權政治。
自民党被《朝日新闻》认为带有民族主义倾向。
自民黨自2012年12月重新上台後的主張及政策（部分未能實行）：
- 經濟政策：致力消除通貨緊縮及日圓匯率居高不下現象，要求日本央行配合達成2％物價上升率目標，另通過產業競爭力強化法案，以便促進民間企業投資更加活絡。
- 外交及安保：對主權問題採取堅定立場，成立國家安全保障會議，通過「秘密保護法」。推動承認行使集體自衛權、加入TPP（但要求稻米等5項重要產品保留關稅）。
- 憲法及政治改革：主張修訂憲法將自衛隊更名並改組為「國防軍」（或是其他名字）、修訂憲法第96條、刪減眾議院員額案。
- 能源政策：承諾在3年內針對是否再重啟核能發電做出結論，10年內將建立最具效能之電力結構。將核能發電定位為「重要基礎能源」。

## 黨內派閥
自由民主黨成立1955年，由自由黨和日本民主黨合併而成，所以現在的派系亦是傳承自舊有體系。自民黨一直以來都派閥林立，目前共有七個主要派閥，雖然各派閥都有其正式名稱，但在日本媒體慣常以現任會長名字稱呼。下方臚列自民黨籍國會議員所屬的派閥：
| 名稱             | 通稱   | 會長     | 勢力 | 眾院 | 參院 | 備註                                                                    | 前任會長          | 前前任會長        |
| ---------------- | ------ | -------- | ---- | ---- | ---- | ----------------------------------------------------------------------- | ----------------- | ----------------- |
| 清和政策研究會   | 安倍派 | 懸缺     | 97   | 62   | 35   | 源自日本民主黨岸信介的第一派閥 雖是鷹派、但在經濟政策偏向鴿派立場       | 安倍晋三          | 细田博之          |
| 志公會           | 麻生派 | 麻生太郎 | 56   | 43   | 13   | 源自日本民主黨松村谦三的第二派閥 铃木俊一、甘利明、佐藤勉参加了         | 山東昭子 麻生太郎 | 大島理森 河野洋平 |
| 平成研究會       | 茂木派 | 茂木敏充 | 54   | 33   | 21   | 源自自由黨佐藤榮作的第三派閥                                            | 額賀福志郎        | 津島雄二          |
| 志帥會           | 二階派 | 二階俊博 | 47   | 37   | 10   | 源自日本民主黨河野一郎的鷹派派閥 中曾根康弘、龜井靜香、二階俊博為三巨頭 | 伊吹文明          | 龜井靜香          |
| 宏池會           | 岸田派 | 岸田文雄 | 46   | 33   | 13   | 源自自由黨池田勇人的最古老派閥                                          | 古賀誠            | 古賀誠 谷垣禎一   |
| 水月會           | 石破派 | 石破茂   | 19   | 17   | 2    | 全新派閥 提出石破茂首相就任構想                                         | -                 | -                 |
| 近未來政治研究會 | 石原派 | 石原伸晃 | 11   | 11   | 0    | 後中曾根康弘時代成立的新興派閥 創設者山崎拓是實質領袖                   | 山崎拓            | 渡邊美智雄        |
| 無派閥           | -      | -        | 67   | 48   | 19   | -                                                                       | -                 | -                 |
| 計               | 計     | 計       | 397  | 284  | 113  | -                                                                       | -                 | -                 |

- 2020年3月現在。
- 粗體曾任黨總裁。
- 包含眾議院議長大島理森（麻生派）與參議院議長山東昭子（麻生派）。不含客座會員細野豪志（二階派）。

除了以上主要派閥，黨內還有「傳統與創造會（會長稻田朋美）」、「最高日本（代表甘利明）」、「如月會（きさらぎ會）（顧問菅義偉）」、「有隣會」、「無派閥有志會」、「考慮日本未來學習會（會長安藤裕）」、「維護日本尊嚴與國益會（會長青山繁晴）」等小派閥，以及超黨派或是無派閥議員間組成的政策集團等。此外，第2次安倍內閣則大量採用保守系超黨派議員聯盟『創生「日本」（會長安倍晉三）』的議員。
在第46回眾議院選舉大勝的自民黨，由於議員席次大幅增加，也大幅改變了派閥生態。

## 黨職

### 歷任黨總裁
自由民主黨總裁是自民黨的黨魁。由於自民黨長期是日本國會第一大黨，因而自民黨總裁大多數時候都同時擔任日本的內閣總理大臣（首相），常稱為「總理總裁」。

### 幹部
| 黨職                                 | 姓名       | 眾參別 | 所屬（出身）派閥           |
| ------------------------------------ | ---------- | ------ | -------------------------- |
| 總裁                                 | 石破茂     | 眾議院 | 無派閥                     |
| 最高顧問                             | 麻生太郎   | 眾議院 | 志公會（麻生派）           |
| 副總裁                               | 菅義偉     | 眾議院 | 無派閥                     |
| 幹事長                               | 森山裕     | 眾議院 | 近未來政治研究會（石原派） |
| 幹事長代行                           | 梶山弘志   | 眾議院 | 無派閥                     |
| 幹事長代理                           | 林幹雄     | 眾議院 | 志帥會（二階派）           |
| 幹事長代理                           | 金田勝年   | 眾議院 | 平成研究會（茂木派）       |
| 幹事長代理                           | 石井準一   | 參議院 | 平成研究會（茂木派）       |
| 筆頭副幹事長                         | 高鳥修一   | 眾議院 | 清和政策研究會（安倍派）   |
| 總裁特別補佐                         | 高鳥修一   | 眾議院 | 清和政策研究會（安倍派）   |
| 總裁外交特別補佐                     | 薗浦健太郎 | 眾議院 | 志公會（麻生派）           |
| 幹事長特別補佐                       | 木村義雄   |        |                            |
| 財務委員長                           | 鹽谷立     | 眾議院 | 清和政策研究會（安倍派）   |
| 选举对策委員長                       | 小泉進次郎 | 眾議院 | 無派閥                     |
| 組織運動本部長                       | 小渊优子   | 眾議院 | 平成研究會（茂木派）       |
| 廣報本部長                           | 平井卓也   | 眾議院 | 無派閥                     |
| 國會對策委員長                       | 坂本哲志   | 眾議院 | 無派閥                     |
| 黨紀委員長                           | 衛藤晟一   | 參議院 | 志帥會（細田派）           |
| 眾議院議員総會長                     | 船田元     | 眾議院 | 平成研究會（茂木派）       |
| 總務會長                             | 鈴木俊一   | 眾議院 | 志公会（麻生派）           |
| 兩院議員總會長                       | 尾辻秀久   | 參議院 | 平成研究會（茂木派）       |
| 政務調查會長                         | 小野寺五典 | 眾議院 | 宏池會（岸田派）           |
| 參議院議員會長                       | 關口昌一   | 參議院 | 平成研究會（茂木派）       |
| 參議院幹事長                         | 世耕弘成   | 參議院 | 清和政策研究會（安倍派）   |
| 參議院幹事長代行                     | 野上浩太郎 | 參議院 | 清和政策研究會（安倍派）   |
| 參議院政策審議會長                   | 藤井基之   | 參議院 | 宏池會（岸田派）           |
| 參議院國會對策委員長                 | 末松信介   | 參議院 | 清和政策研究會（安倍派）   |
| 中央政治大學院學院長                 | 中谷元     | 眾議院 | 無派閥                     |
| 行政改革推進本部長                   | 樱田义孝   | 眾議院 | 志帥会（二階派）           |
| 北朝鮮拉致問題對策本部長             | 山谷惠里子 | 參議院 | 清和政策研究會（安倍派）   |
| 黨、政治制度改革實行本部長           | 盐崎恭久   | 眾議院 | 無派閥                     |
| 憲法改正推進本部長                   | 衛藤徵士郎 | 眾議院 | 清和政策研究會（安倍派）   |
| 東日本大震災復興 加速化本部長        | 額賀福志郎 | 眾議院 | 平成研究會（茂木派）       |
| 選舉制度改革問題統括本部長           | 細田博之   | 眾議院 | 清和政策研究會（安倍派）   |
| 教育再生實行本部長                   | 馳浩       | 眾議院 | 清和政策研究會（安倍派）   |
| 2020年奧運·帕運東京大會 實施本部長   | 遠藤利明   | 眾議院 | 無派閥                     |
| 女性活躍推進本部長                   | 森雅子     | 眾議院 | 清和政策研究會（安倍派）   |
| 地方創生實行統合本部長               | 河村建夫   | 眾議院 | 志帥會（二階派）           |
| 一億總活躍推進本部長                 | 上川陽子   | 眾議院 | 宏池會（岸田派）           |
| 北朝鮮核實験、飛彈問題對策本部長     | 二階俊博   | 眾議院 | 志帥會（二階派）           |
| 人工知能未來社會經濟戰略本部長       | 猪口邦子   | 參議院 | 志公會（麻生派）           |
| 國土強韌化推進本部長                 | 二階俊博   | 眾議院 | 志帥會（二階派）           |
| 2025年大阪·關西萬博推進本部長        | 二階俊博   | 眾議院 | 志帥會（二階派）           |
| TPP·日EU·日美TAG等經濟協定對策本部長 | 森山裕     | 眾議院 | 近未來政治研究會（石原派） |

- 2019年（令和元年）9月24日現在[146]。
- 內閣總理大臣與自由民主黨執行部慣例上脫離派閥運作。

## 支持基盤

### 都市與地方
自民黨的政策著重在降低都市與鄉下的經濟差距，因此在農山漁村與地方小都市有高支持度。小泉政權時期，充分利用大眾媒體宣傳的「劇場型政治」與「口號政治」吸引了無黨派都會選民以及過去不關心政治的非自民黨傳統支持者。第44回眾議院議員總選舉，負責政黨宣傳的世耕弘成與民間廣告代理商合作，利用宣傳戰提升自身形象並貶低反對勢力。
即便如此，由於戰後自民黨透過農協等組織已深深在地方扎根，仍未能扭轉「在人口密度低的地方自治體得票率高，在人口密集的都市地區得票率低」的現象。

### 自治體別
安倍晉三選區所在的山口縣與北陸三縣（富山縣、石川縣、福井縣）是自民黨大票倉。另外，在核能電廠所在的地方自治體也有較高支持度。

### 年代別
從年齡來看，自民黨在18、19歲與20代，以及70歲以上的支持度較高。年輕人支持度高雖可能是媒體戰的結果，但由於年輕人「無政黨傾向」比例高，多不投票，使得踴躍投票的年輕自民黨支持者放大了支持度。三春充希認為，自民黨支持率以70歲以上最高，接著是60代、50代、40代，30代以下支持率最低。

### 年收入別

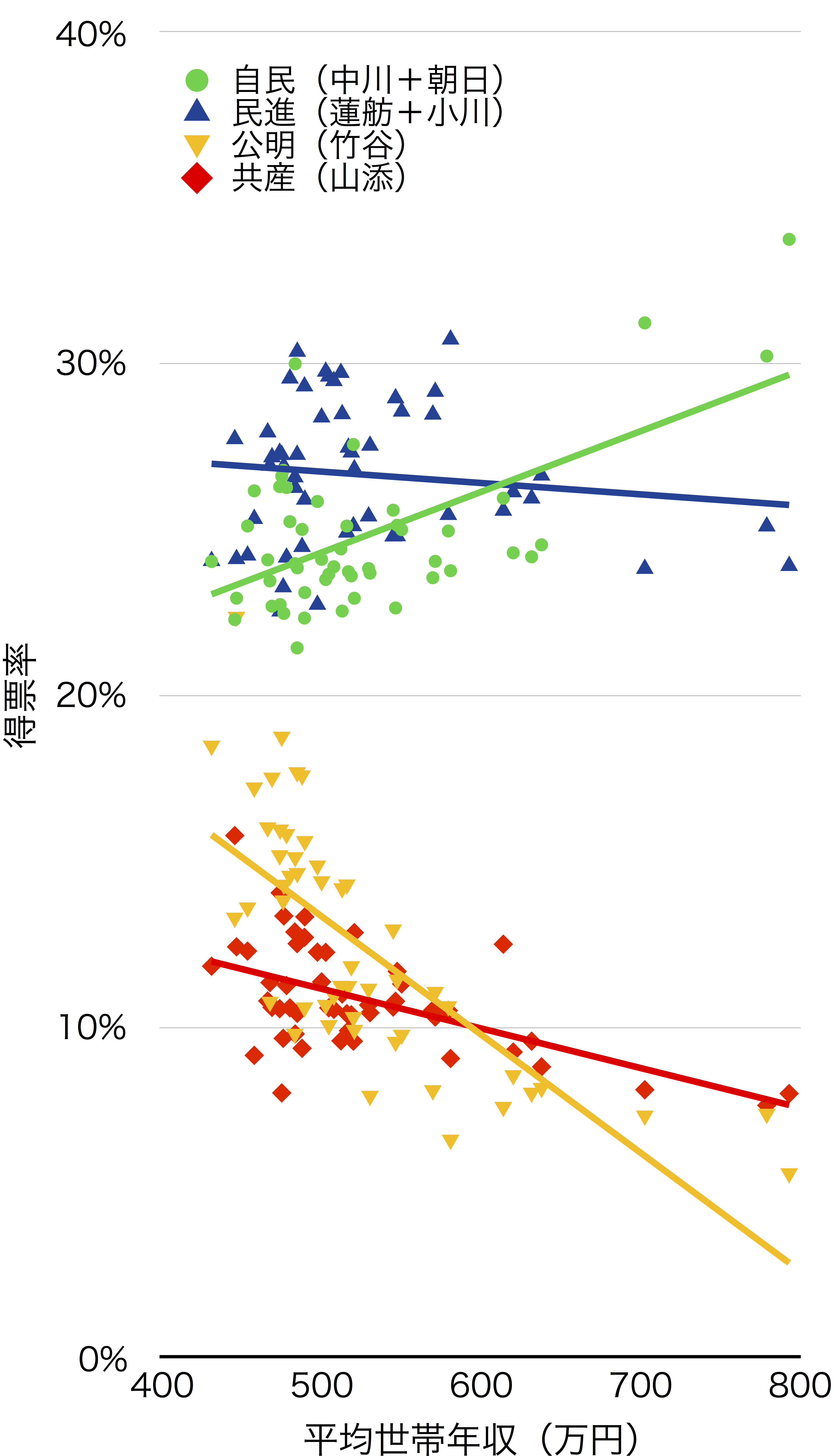
第24回參議院議員通常選舉（2016年）的東京都選舉區六名當選人的各自治體政黨得票率與家庭平均年收入對照表。

2005年，自民黨在富裕層至貧困層的支持度大略相同，但2015年在富裕層支持度有所提升，而貧困層則下滑。朝日新聞表示家庭收入未達300萬日圓的階層持續脫離自民黨轉向無黨。
| 家庭年收入        | 2005年12月 (%) | 2015年3月 (%) |
| ----------------- | -------------- | ------------- |
| 1000萬日圓以上    | 43             | 46（▲3）      |
| 750萬〜1000萬日圓 | 37             | 48（▲11）     |
| 500萬〜750萬日圓  | 40             | 41（▲1）      |
| 300萬〜500萬日圓  | 42             | 41（▼1）      |
| 300萬日圓以下     | 40             | 36（▼4）      |

依據總務省統計局資料，在第24回參議院議員通常選舉（2016年）的東京都選舉區，自民黨候選人（中川雅治與朝日健太郎）在平均家庭年收入較高的自治體的支持度較高，平均家庭年收入較低的自治體的支持度較低。

### 支援團體

#### 政治資金團體
- 國民政治協會（日语：国民政治協会）

1976年（昭和51年）1月1日指定。與自由國民會議一樣，個人會員限定日本國籍。

#### 黨友
- 守護自由社會國民會議（日语：自由社会を守る国民会議）

1977年（昭和52年）創設。標榜是「向自民黨提出建言的應援團」。黨員可加入。會員限定日本國籍。

#### 宗教
朝日新聞列出在第23回參議院議員通常選舉（2013年）中支持自民黨比例區當選人的宗教系支援團體如下。
- 曹洞宗
- 日蓮宗
- 天台宗
- 淨土宗
- 世界救世教（日语：世界救世教）、主之光教團
- MOA INTERNATIONAL
- 新生佛教教團（日语：新生佛教教団）
- 佛所護念會教團（日语：佛所護念会教団）
- 崇教真光
- 世界真光文明教團（日语：世界真光文明教団）
- 念法真教
- 解脫會（日语：解脱会）
- 靈友會（日语：霊友会）
- 神道政治連盟（日语：神道政治連盟）（神社本廳）
- 黑住教（日语：黒住教）
- 天照皇大神宮教（日语：天照皇大神宮教）
- 統一教

### 全國郵便局長會
- 全國郵便局長會（日语：全国郵便局長会）

因郵政民營化在2005年眾院選以後支持自民黨議員造反另立的國民新黨。2013年參院選因郵政民營化法修正案再次支持自民黨。

## 國際關係

### 美國
美國由於日美安保條約，以及與韓國及太平洋各國之間的二國軍事同盟（因此亞太地區沒有集團安全保障體制）關係，重視東亞外交，加上#黨史所述之過去的協助關係，因此自民黨十分重視與美國政府的外交關係。
像是在日中邦交正常化合作的田中政府與尼克森政府、基於新自由主義在經濟與國際戰略合作的中曾根政府與里根政府、橋本政府與小泉政府與柯林頓政府、小布什政府、安倍晉三與奥巴馬及川普政府都各自展現了雙方的深厚關係。

### 中華人民共和國
基於未來的民主化採取親中立場。多名議員參加日中友好議員聯盟。

### 中華民國
基於反共的立場，在日本與中華民國尚有邦交時兩邊關係便良好。與中國國民黨與民主化後創黨的民主進步黨交流，近年開始重視雙方外交關係。黨內也有岸信夫等多名親台派議員，同時有多名議員參加日華議員懇談會。2019年5月共有287名議員加入。 
安倍晉三曾在就任首相前擔任以台日友好為主要目的的亞東親善協會（現日本台灣親善協會）會長。
與台灣的交流由自由民主黨青年局執行。

### 大韓民國
日韓議員聯盟有177名自民黨議員參加。2012年12月成立的第2次安倍內閣，為了修復日韓關係而暫停主辦在第46回眾議院議員總選舉的綜合政策中提出的「竹島之日」紀念儀式。此外，自民黨的額賀福志郎也以首相特使的身分邀請朴槿惠舉行首腦會談。

### 朝鮮民主主義人民共和國
自民黨與韓國一樣不承認其政權，主要由日本社會黨與朝鮮勞動黨交流。1990年（平成2年）金丸信與日本社會黨田邊誠合組訪朝團（金丸訪朝團），提出邦交正常化與統治時代賠償作為南北朝鮮分裂後45年的補償。但在北韓綁架日本人問題後再次中斷交流。

## 政黨補助金
- 2014年（平成26年） - 157.8億日圓
- 2015年（平成27年） - 170.5億日圓
- 2016年（平成28年） - 174.3億日圓
- 2017年（平成29年） - 176.0億日圓
- 2018年（平成30年） - 174.8億日圓[注 18]

## 選舉

### 自由民主黨總裁選舉
選舉結果

### 眾議院

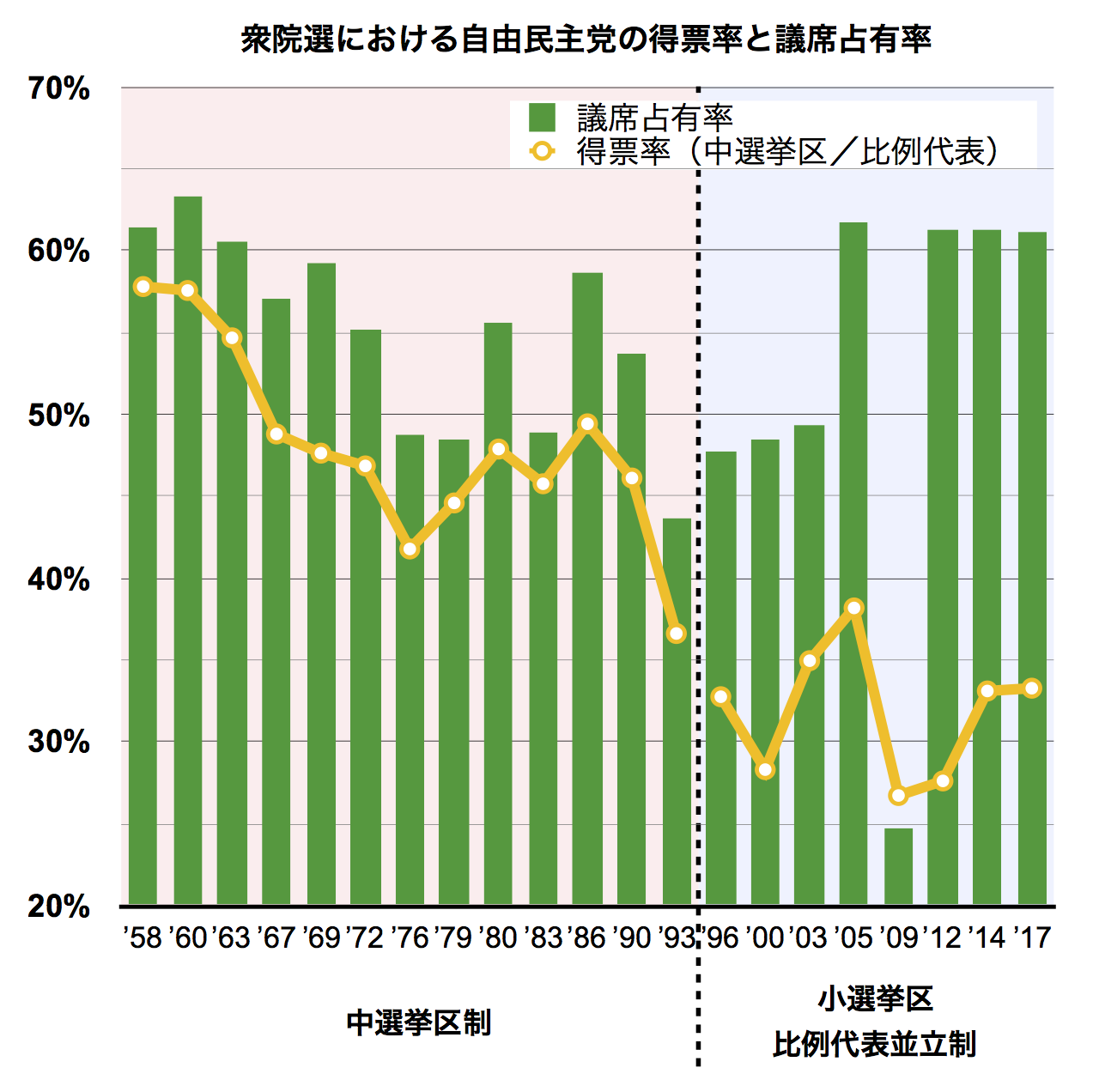
自民党在衆院選中获得的议席占有率（柱状图）和得票率（折线图）统计图
----
自民党的得票率在结党以来总体呈下降趋势，而议席占有率在实行並立制以来，除开第45次总选举（2009年），从5成左右增加到超过6成并持续至今。

| 選舉   | 领导人     | 候選人 | 小選舉區得票 | 小選舉區得票比例 | 比例代表得票 | 比例代表得票比例 | 議席      | +/-     | +/-  | 執政政府                           |
| ------ | ---------- | ------ | ------------ | ---------------- | ------------ | ---------------- | --------- | ------- | ---- | ---------------------------------- |
| 1958年 | 岸信介     | 413    | 23,840,170   | 59.00%           |              |                  | 289 / 467 | ▲59.00% | ▲289 | 自民黨多數政府                     |
| 1960年 | 池田勇人   | 399    | 22,950,404   | 58.10%           |              |                  | 300 / 467 | ▼0.90%  | ▲11  | 自民黨多數政府                     |
| 1963年 | 池田勇人   | 359    | 22,972,892   | 56.00%           |              |                  | 283 / 467 | ▼2.10%  | ▼7   | 自民黨多數政府                     |
| 1967年 | 佐藤榮作   | 342    | 22,447,838   | 48.90%           |              |                  | 277 / 486 | ▼7.10%  | ▼6   | 自民黨多數政府                     |
| 1969年 | 佐藤榮作   | 328    | 22,381,570   | 47.60%           |              |                  | 288 / 486 | ▼1.30%  | ▲11  | 自民黨多數政府                     |
| 1972年 | 田中角榮   | 339    | 24,563,199   | 46.90%           |              |                  | 271 / 491 | ▼0.70%  | ▼17  | 自民黨多數政府                     |
| 1976年 | 三木武夫   | 320    | 23,653,626   | 41.80%           |              |                  | 249 / 511 | ▼5.10%  | ▼22  | 自民黨多數政府                     |
| 1979年 | 大平正芳   | 322    | 24,084,130   | 44.59%           |              |                  | 248 / 511 | ▲2.79%  | ▼1   | 自民黨多數政府                     |
| 1980年 | 大平正芳   | 310    | 28,262,442   | 47.88%           |              |                  | 284 / 511 | ▲3.29%  | ▲36  | 自民黨多數政府                     |
| 1983年 | 中曾根康弘 | 339    | 25,982,785   | 45.76%           |              |                  | 250 / 511 | ▼2.1%   | ▼34  | 自民黨-新自由俱樂部聯合多數政府    |
| 1986年 | 中曾根康弘 | 322    | 29,875,501   | 49.42%           |              |                  | 300 / 512 | ▲3.66%  | ▲50  | 自民黨多數政府                     |
| 1990年 | 海部俊樹   | 338    | 30,315,417   | 46.14%           |              |                  | 275 / 512 | ▼3.28%  | ▼25  | 自民黨多數政府                     |
| 1993年 | 宮澤喜一   | 285    | 22,999,646   | 36.62%           |              |                  | 223 / 511 | ▼9.52%  | ▼52  | 反對黨                             |
| 1996年 | 橋本龍太郎 | 355    | 21,836,096   | 38.63%           | 18,205,955   | 32.76%           | 239 / 500 | ▲2.01%  | ▲16  | 自民黨-社民黨-先驅新黨聯合多數政府 |
| 2000年 | 森喜朗     | 337    | 24,945,806   | 40.97%           | 16,943,425   | 28.31%           | 233 / 480 | ▲2.34%  | ▼6   | 自民黨-公明黨-保守新黨聯合多數政府 |
| 2003年 | 小泉純一郎 | 336    | 26,089,326   | 43.85%           | 20,660,185   | 34.96%           | 237 / 480 | ▲2.88%  | ▲4   | 自民黨-公明黨聯合多數政府          |
| 2005年 | 小泉純一郎 | 346    | 32,518,389   | 47.80%           | 25,887,798   | 38.20%           | 296 / 480 | ▲3.95%  | ▲59  | 自民黨-公明黨聯合多數政府          |
| 2009年 | 麻生太郎   | 326    | 27,301,982   | 38.68%           | 18,810,217   | 26.73%           | 177 / 480 | ▼9.12%  | ▼177 | 反對黨                             |
| 2012年 | 安倍晉三   | 337    | 25,643,309   | 43.01%           | 16,624,457   | 27.79%           | 294 / 480 | ▲4.33%  | ▲175 | 自民黨-公明黨聯合多數政府          |
| 2014年 | 安倍晉三   | 352    | 25,461,427   | 48.10%           | 17,658,916   | 33.11%           | 291 / 475 | ▲5.09%  | ▼3   | 自民黨-公明黨聯合多數政府          |
| 2017年 | 安倍晉三   | 332    | 26,719,032   | 48.21%           | 18,555,717   | 33.28%           | 284 / 475 | ▲0.11%  | ▼7   | 自民黨-公明黨聯合多數政府          |
| 2021年 | 岸田文雄   | 338    | 27,626,157   | 48.08％          | 19,914,883   | 34.66％          | 261 / 475 | ▼0.13%  | ▼23  | 自民黨-公明黨聯合多數政府          |

### 參議院
| 選舉                     | 總議席數/定數 | 當選 | 候補人數 | 備註                             |
| ------------------------ | ------------- | ---- | -------- | -------------------------------- |
| （1955年結黨時）         | 118 / 250     | -    | -        | 「黨的足跡」                     |
| 第4屆通常選舉（1956年）  | 122 / 250     | 61   | 118      | 追加公認+2、逝世-2、非改選入黨+2 |
| 第5屆通常選舉（1959年）  | 132 / 250     | 71   | 101      | 追加公認+2                       |
| 第6屆通常選舉（1962年）  | 142 / 250     | 69   | 100      | 追加公認+1                       |
| 第7屆通常選舉（1965年）  | 140 / 250     | 71   | 95       |                                  |
| 第8屆通常選舉（1968年）  | 137 / 250     | 69   | 93       |                                  |
| 第9屆通常選舉（1971年）  | 131 / 250     | 63   | 94       | 追加公認+1、遞補當選+1           |
| 第10屆通常選舉（1974年） | 126 / 250     | 62   | 95       | 追加公認+1                       |
| 第11屆通常選舉（1977年） | 125 / 250     | 63   | 77       | 追加公認+3、離黨-2               |
| 第12屆通常選舉（1980年） | 135 / 250     | 69   | 77       | 追加公認+1、非改選入黨+1         |
| 第13屆通常選舉（1983年） | 137 / 250     | 68   | 90       |                                  |
| 第14屆通常選舉（1986年） | 143 / 252     | 72   | 83       | 追加公認+2                       |
| 第15屆通常選舉（1989年） | 109 / 252     | 36   | 78       | 追加公認+2                       |
| 第16屆通常選舉（1992年） | 106 / 252     | 69   | 82       | 追加公認+1                       |
| 第17屆通常選舉（1995年） | 111 / 252     | 46   | 66       |                                  |
| 第18屆通常選舉（1998年） | 102 / 252     | 44   | 87       | 追加公認+2                       |
| 第19屆通常選舉（2001年） | 111 / 247     | 64   | 76       | （與保守黨5人組成統一會派）      |
| 第20屆通常選舉（2004年） | 115 / 242     | 49   | 83       |                                  |
| 第21屆通常選舉（2007年） | 83 / 242      | 37   | 84       | 入黨+1、離黨-12、議員辞職-1      |
| 第22屆通常選舉（2010年） | 84 / 242      | 51   | 84       | 離黨-1                           |
| 第23屆通常選舉（2013年） | 115 / 242     | 65   | 78       |                                  |
| 第24屆通常選舉（2016年） | 122 / 242     | 56   | 78       | 入黨+1                           |
| 第25屆通常選舉（2019年） | 113 / 245     | 57   | 82       |                                  |
| 第26屆通常選舉（2022年） | 119 / 248     | 63   | 82       |                                  |

### 地方政治
- 地方議員：3,481人[46]
  - 都道府縣議會：1,301人
  - 市區町村議會：2,180人
- 政黨支部數：7,252

### 政黨收入
- 2010年（平成22年） - 439億1,820萬日圓
- 2017年（平成29年） - 258億5,760萬日圓[162]

### 得票數
- 第21回通常選舉 - 選舉區18,606,193票、比例代表16,544,671票
- 第45回總選舉 - 小選舉區27,301,982票、比例代表18,810,217票
- 第22回通常選舉 - 選舉區19,496,083票、比例代表14,071,671票
- 第46回總選舉 - 小選舉區25,643,309票、比例代表16,624,457票
- 第23回通常選舉 - 選舉區22,681,192票、比例代表18,460,404票

## 執政聯盟
自民黨曾與以下政黨合組執政聯盟。
- 新自由俱樂部（第2次中曾根內閣）
- 日本社會黨（之後改稱社會民主黨，村山內閣 - 第1次橋本內閣） - 自社先連立政權
- 先驅新黨（村山內閣 - 第1次橋本內閣） - 自社先連立政權
- 自由黨（小淵第1次改造內閣 - 小淵第2次改造内閣）
- 公明黨（小渕第2次改造內閣 - 麻生內閣、第2次安倍內閣-） - 自公連立政權
- 保守黨（之後改稱保守新黨，第1次森內閣 - 第1次小泉內閣）-後併入自民黨

其他合作但未加入執政聯盟的政黨，有在村山改造內閣出任政務次官的自由連合、小渕第2次改造內閣與第1次森內閣出任政務次官的改革俱樂部。以及麻生內閣的改革俱樂部、安倍內閣的日本之心黨。

## 關聯項目
- 日本政治
- 日本國會
- 自由民主黨執行部
- 自由民主黨總裁
- 鐵三角 (政治學)

## 資料來源
1. 1 2  宇野俊一ほか編 『日本全史（ジャパン・クロニック）』 講談社、1991年、1108頁。ISBN 4-06-203994-X。
2. 1 2 3 4 5 6  加藤哲郎. . コトバンク.   [2018-09-06]. （原始内容存档于2020-06-26）. |work=和|website=只需其一 (帮助)
3. 1 2 3 4 5 6  宇野俊一ほか編 『日本全史（ジャパン・クロニック）』 講談社、1991年、1109頁。ISBN 4-06-203994-X。
4. 1 2 3 4 5 6 7  . kotobank （日语）.
 (新闻稿). 自由民主党. 2010-01-24  [2018-09-06]. （原始内容存档于2021-05-04）.
大辞林 第三版 （页面存档备份，存于）. コトバンク. 2019年2月27日閲覧。
5. ↑  機関紙誌のご案内  参加しよう （页面存档备份，存于） 自由民主党. 2018年8月28日閲覧。
6. 1 2  デジタル大辞泉 - 自由民主 （页面存档备份，存于）. コトバンク. 2018年7月7日閲覧。
7. ↑  デジタル大辞泉プラス （页面存档备份，存于） コトバンク. 2018年7月7日閲覧。
8. ↑  . JIJI. 2022-03-07  [2022-03-07]. （原始内容存档于2023-01-20）.
9. 1 2 3 4 5 6  政治・経済教育研究会 編 『政治・経済用語集 第2版』 山川出版社、2019年、76-77頁。ISBN 978-4-634-05113-3
10. ↑  [2][4][9]
11. 1 2  Ganesan. . Institute of Southeast Asian Studies. 2015: 67.
12. ↑  Inada, Miho;Dvorak, Phred. "Same-Sex Marriage in Japan:A Long Way Away?" 的存檔，存档日期16 June 2016.. The Wall Street Journal. 20 September 2013. Retrieved 31 March 2014.
13. ↑  William D. Hoover (编). . Scarecrow Press. 2011: 211. ISBN 978-0-8108-7539-5.
14. ↑  Karan, Pradyumna P., , University Press of Kentucky, 2005  [2018-06-07], （原始内容存档于2016-05-10）
15. ↑  [13][14]
16. ↑  Tetsuya Kobayashi. . Elsevier Science. 1976: 68. ISBN 978-1-4831-3622-6.
17. ↑  Lockhart, Charles. . . Penn State Press. 2010-11-01: "When Americans, even in academic works, describe the Japanese as conservative, they are generally understood as referring to economic conservatism. …(中略)… Nonetheless, this inference is at best only partially correct. Contemporary Japanese central–state executives and a good proportion of the leading figures in the LDP are likely to be adherents of a version of social conservatism (i.e., hold predominantly hierarchical cultural biases) and only possibly economically conservative thereafter (have hybrid cultural biases with a subsidiary individualistic face)."  [2022-02-02]. ISBN 978-0-271-04135-3. （原始内容存档于2022-05-30） （英语）.
18. ↑  Reto Hofmann. . The Diplomat. 2018-06-22  [2020-09-24]. （原始内容存档于2021-04-17） （英语）. In Japan, populist and extreme right-wing nationalism has found an institutional home within the traditional conservatism of Liberal Democratic Party that aims for an authoritarian transformation of the political system — hence the effusions of the likes of Bannon.
19. ↑   (PDF).   [2021-10-30]. （原始内容 (PDF)存档于2018-02-25）.| (PDF).   [2021-10-30]. （原始内容 (PDF)存档于2018-02-24）.|Hebert. . Springer Science & Business Media. 2011: 44.
20. 1 2 3  "Why Steve Bannon Admires Japan" （页面存档备份，存于）. The Diplomat. 22 June 2018.
21. 1 2  .   [11 July 2016]. （原始内容存档于19 August 2016）.
22. ↑  [11][20][21]
23. ↑   (PDF) (新闻稿). 自由民主党. 2017-03-05  [2018-12-27]. （原始内容 (PDF)存档于2021-02-01）. 前文 わが党は、基本的人権や民主主義を守り、世界の平和と人類の繁栄に積極的に貢献しつつ、国民とともに未来に向けてつねに改革を進める自由主義の政党である。
24. ↑  新理念 （页面存档备份，存于）  (2005年11月22日) 2018年9月6日閲覧。
25. ↑  [9][23][24]
26. ↑    - 加藤秀治郎ほか著 『新版 政治学の基礎』 一藝社、2002年、97頁。ISBN 978-4-901253-24-6
  - 加藤秀治郎, 岩渕美克 『政治社会学 第5版』 一藝社、2013年、71頁。
  - Glenn D. Hook; Julie Gilson; Christopher W. Hughes; Hugo Dobson. . Routledge. 2001: 58  [2019-04-28]. ISBN 978-1-134-32806-2. （原始内容存档于2019-06-13）.
  - 久米郁男 他著 『政治学 補訂版 Political science : scope and theory』（New liberal arts selection） 有斐閣、2011年、500頁。{ISBN 978-4-641-05377-9
27. ↑  朝日新聞掲載「キーワード」 - 自民党憲法改正草案 （页面存档备份，存于） コトバンク. 2018年9月6日閲覧。
28. ↑  自民：石破氏「党議決定もない」 首相の改憲案提出発言で （页面存档备份，存于） 每日新聞. (2018年8月13日, 11時52分) 2018年9月6日閲覧。
29. 1 2
30. 1 2 3  新綱領 （页面存档备份，存于） (2005年11月22日) 2018年9月6日閲覧。
31. ↑  [29][30]
32. ↑  . Yahoo!ニュース.   [2021-01-06]. （原始内容存档于2022-06-17） （日语）.
33. ↑  室橋祐貴. . www.businessinsider.jp. 2017-10-31  [2021-01-06]. （原始内容存档于2022-06-14） （日语）.
34. ↑  [32][33]
35. 1 2  .   [2014-11-16]. （原始内容存档于2021-05-04）.
36. ↑  Muramatsu, Michio. . Walter de Gruyter. 1997: 117.
37. ↑  [35][36]
38. ↑  星浩. . コトバンク. 2007  [2019-12-14]. （原始内容存档于2021-04-17）. |work=和|website=只需其一 (帮助)
39. 1 2  .   [2014-11-16]. （原始内容存档于2021-05-04）.
40. ↑  加藤紘一; 尾形文繁（撮影）. . 東洋経済オンライン. 2012-10-24  [2019-12-14]. （原始内容存档于2021-04-17）.
41. ↑  [38][39][40]
42. ↑    - Wexler, Kate. . scholar.colorado.edu. 科罗拉多大学博尔德分校: 15. 2020  [2020-09-24]. （原始内容 (PDF)存档于2022-01-13） （英语）. Currently, right-wing parties like the LDP, Nippon Ishin no Kai, and Kibo no To (Party of Hope) support more flexible military provisions and Japan’s involvement in multilateral institutions. |work=和|website=只需其一 (帮助)
  - Ko Maeda. . Arthur Alexander  (编).  (PDF). 華盛頓特區: 莫林和邁克·曼斯菲爾德基金會. 2018: 95  [2020-07-21]. （原始内容 (PDF)存档于2022-05-20） （英语）. Figure 1 is an illustration of the basic structure of Japan’s party system. On the right-wing side, there is the LDP (its partner Komeito is omitted to keep the figure simple).
  - Tessa Morris-Suzuki. . A & C Black. 2013: 303  [2020-09-24]. ISBN 9781780939681. （原始内容存档于2022-05-31） （英语）. Now, as young adults, they were for the first time discovering the gap between these ideals and the reality of a Japan where political power has fallen under the control of a seemingly unshakable alliance of the right-wing Liberal Democratic Party and big-business interests;
  - . The Economist. 30 August 2014  [2019-04-28]. （原始内容存档于2017-09-06）.
  - . 德国之声.   [2021-10-02]. （原始内容存档于2022-06-06） （中文）.
  - . chinese.aljazeera.net. 半岛新闻.   [2021-10-02]. （原始内容存档于2022-05-31） （简体中文）.
43. ↑  川田侃, 大畠英樹編『国際政治経済辞典』  改訂版. 東京書籍 , 2003.5 p.280
44. 1 2 3   (新闻稿). 自由民主党.   [2019-07-26]. （原始内容存档于2021-04-17）.
45. 1 2 3  . nikkei.com. 日本経済新聞社. 2017-10-21  [2019-07-26]. （原始内容存档于2021-02-21）.
46. 1 2 3 4   (PDF) (新闻稿). 総務省. 2021-03-30  [2022-01-26]. （原始内容 (PDF)存档于2021-04-30）.
47. ↑  Roger Blanpain; Michele Tiraboschi. . Kluwer Law International. 2008: 268  [2020-09-24]. ISBN 978-90-411-2722-8. （原始内容存档于2019-06-13） （英语）. The conservative and centre-right LDP has almost always been in the government and even if the LDP has not always anti-labour, it has been more concerned about the interests of management.|  - Ludger Helms. . Routledge. 2013: 97  [2020-09-24]. ISBN 978-1-317-97031-6. （原始内容存档于2019-06-05） （英语）. This restructuring paved the way for the emergence of the Liberal Democratic Party (LDP) as a centre-right party by 1955.
  - Jeffrey William Henderson. . Routledge. 2011: 54  [2020-09-24]. ISBN 978-1-136-84113-2. （原始内容存档于2019-06-10） （英语）. Even Japan, which Johnson (1982) categorized as ‘soft authoritarian’, one party rule (by the centre-right, Liberal Democratic Party-LDP) has persisted for all but three short periods (1993, 1994 and 2009 onwards) since its foundation in 1955.
  - Zack Beauchamp. . Vox (Vox Media). 2017-09-28  [2020-09-24]. （原始内容存档于2022-05-31） （英语）. Abe’s center-right Liberal Democratic Party (LDP), historically dominant in Japanese politics, is facing a rebellion led by Tokyo Gov.
  - . gov.uk. 英國政府.   [2020-09-24]. （原始内容存档于2020-08-03） （英语）. In Lower House elections during October 2017, the centre-right Liberal Democratic Party (LDP) retained the largest number of seats.
48. ↑  . The Conversation. 1 November 2021  [26 November 2021]. （原始内容存档于2022-05-31）. Japan’s ruling conservative nationalist Liberal Democratic Party (LDP) will remain comfortably in power under its new prime minister Fumio Kishida, after the weekend’s national election.
49. ↑  Magara, Hideko; Sacchi, Stefano (编). . Edward Elgar Publishing. 2013: 95  [November 22, 2020]. ISBN 978-0-85793-292-1. （原始内容存档于2022-05-31）.|Pekkanen, Robert J.; Scheiner, Ethan; Reed, Steven R. (编). . Springer. 2016: 104, 106  [November 22, 2020]. ISBN 978-1-349-56437-8. doi:10.1057/9781137552006. （原始内容存档于2022-05-30）.
50. ↑  Karan, Pradyumna P., , University Press of Kentucky, 2005  [2018-06-07], ISBN 978-0813137773, （原始内容存档于2016-05-10）|William D. Hoover (编). . Scarecrow Press. 2011: 211. ISBN 978-0-8108-7539-5.
51. ↑   [Can't you ask about them now ?! What are "conservative" and "liberal"?].   [5 June 2020]. （原始内容存档于2022-05-31） （日语）. ところが、現実の政治はもっと複雑です。自民党にもリベラル派がたくさんいるからです。自民党は考え方の近い人たちが派閥というグループをつくっています。(Tr: However, real politics is more complicated.  This is because there are many liberals in the LDP.  The Liberal Democratic Party is made up of groups of people with similar ideas, called factions.)
52. ↑    - . Washington Square News. 15 April 2019  [2021-10-30]. （原始内容存档于2021-10-12）. Another sign of the rise of the uyoku dantai’s ideas is the growing power of the Nippon Kaigi. The organization is the largest far-right group in Japan and has heavy lobbying clout with the conservative LDP; 18 of the 20 members of Shinzo Abe’s cabinet were once members of the group.
  - Wesley Yee. . The University of San Francisco. January 2018  [2021-10-30]. （原始内容存档于2022-01-24）.
  - . The Guardian. 13 October 2014  [2021-10-30]. （原始内容存档于2022-05-30）.
  - . The Japan Times. 4 July 2016  [8 July 2020]. （原始内容存档于2022-05-31）. Of those three victories, the first election in December 2012 was a rout of the leftist Democratic Party of Japan and it thrust the more powerful Lower House of Parliament firmly into the hands of the long-incumbent Liberal Democratic Party under Abe. The second election in December 2014 further normalized Japan’s lurch to the far right, giving the ruling coalition a supermajority of 2/3 of the seats in the Lower House.
  - . The New York Times. 22 May 2019  [19 February 2020]. （原始内容存档于2022-05-31）. Mr. Abe is strongly supported by the far right wing of the ruling Liberal Democratic Party, which hews to tradition and tends toward insularity.
  - Alisa Gaunder (编). . Taylor & Francis. 2011: 225  [2021-10-30]. ISBN 9781136818387. （原始内容存档于2022-05-31）.
  - . Statesman & Nation Publishing Company. 1995: 11.
  - . Searchlight. 2001: 31.
  - . Priory Publications (Cornell University). 1994: 173.
  - Trevor Harrison (编). . Black Rose Books. 2007: 82. ... of the war and viewed the 1947 Constitution as illegitimate as it was written not by the Japanese people but forced upon the country by the U.S. Occupation Authority. Abe shares these beliefs, in common with many within the LDP's far right.
  - . Atomic Scientists of Chicago. 1983: 14. ... 12 Seirankai: an extreme-right faction formed within the LDP in July 1973; after Kim Dae Jung was abducted from ...
  - David M. O'Brien, Yasuo goshi (编). . University of Hawaii Press. 1996: 63  [2021-10-30]. ISBN 9780824811662. （原始内容存档于2022-05-31）.
  - J. A. A. Stockwin (编). . Routledge. 2003: 88.
  - . The Economist. 30 August 2014  [2019-04-28]. （原始内容存档于2017-09-06）.
  - . chinese.aljazeera.net. 半岛新闻.   [2021-10-02]. （原始内容存档于2022-05-31） （中文（简体））.
  - . 德国之声.   [2021-10-02]. （原始内容存档于2022-06-06） （中文）.
53. ↑    - . The Japan Times. 22 November 2014  [8 July 2020]. （原始内容存档于2022-05-31）. When Abe appointed five female ministers in September, two of which were forced to step down over scandals, a number of political commentators viewed the move with some cynicism, suggesting that the prime minister didn’t pay much attention to the qualifications of the candidates. Most of the women he chose were ultra-conservatives such as Eriko Yamatani, minister in charge of the North Korea abductee issue.
  - . Reuters. 8 August 2019  [8 July 2020]. （原始内容存档于2022-05-31）. Electoral system changes and three years in opposition helped ultra-conservative lawmakers and lobby groups strengthen their clout in the LDP.
54. 1 2 3 4 5 6  加藤哲郎. . 小學館 『日本大百科全書(ニッポニカ)』.   [2018-09-06]. （原始内容存档于2020-06-26）.
55. 1 2  じみん‐とう〔‐タウ〕【自民党】 - 大辞林 第三版 （页面存档备份，存于） コトバンク. 2018年7月17日閲覧。
56. 1 2  【衆院選(衆議院選挙)】：衆議院選挙2017：選挙：読売新聞 （页面存档备份，存于） 2018年5月1日閲覧
57. ↑  政治・経済教育研究会 編 『政治・経済用語集 第2版』 山川出版社、2019年、76, 79頁。ISBN 978-4-634-05113-3
58. ↑  久米郁男 他著 「政治学 補訂版 Political science : scope and theory」（New liberal arts selection） 有斐閣、2011年、26頁。ISBN 978-4-641-05377-9
59. ↑  法政大学大原社会問題研究所 (評者、高橋善隆). . 国立国会図書館デジタルコレクション. 國立國會圖書館: 1–2. 2004-06-25  [2019-07-27]. （原始内容 (PDF)存档于2021-04-17）.
60. ↑  丹羽文生. .   [2016-06-03]. （原始内容存档于2021-04-17）.
61. ↑  『「毎日」の3世紀—新聞が見つめた激流130年』、毎日新聞社130年史刊行委員会、2002年、125頁
62. ↑  . 產經新聞. 2009-11-25  [2009-02-03]. （原始内容存档于2009-11-28）.
63. ↑  . 47NEWS. 共同通信社. 2009-12-02  [2010-02-03]. （原始内容存档于2009-12-07）.
64. ↑  . 産経新聞. 2009-12-04  [2010-02-03]. （原始内容存档于2009-12-07）.
65. ↑  北岡伸一『自民党 政権党の38年』（読売新聞社、1995年11月）
66. ↑  アメリカ合衆国国務省発行『米国の外交』第29巻第2部 2006年7月18日（Foreign Relations of the United States, 1964-1968, Vol. XXIX, Part 2, Japan, Document 1 （页面存档备份，存于））
67. ↑  春名幹男『秘密のファイル（下）CIAの対日工作』 共同通信社 2000年3月、ティム・ワイナー『CIA秘録』 文藝春秋社
68. 1 2 3  . The Japan Times. 2006-07-20  [2016-07-22]. （原始内容存档于2021-05-03）.
69. ↑  升味準之輔『現代日本の政治体制』p.433、岩波書店、1969年
70. ↑  中村隆英  『昭和史(下)』（文庫版）東洋経済新報社 2012年7月27日
71. 1 2 3  レッカ社（御厨貴監修）『日本の「総理大臣」がよくわかる本』PHP研究所、2009年
72. ↑  三和良一『概説日本経済史近現代』第2版 東京大学出版会、2002年11月
73. ↑  . YOMIURI ONLINE (讀賣新聞).   [2012-10-31]. （原始内容存档于2012-11-25）.
74. 1 2  高橋利行『永田町の愛すべき悪党たち:「派閥政治」の暗闘と崩壊』PHP研究所、2010年8月
75. ↑  橋本五郎・加藤秀治郎・飯田政之 『図解・日本政治の小百科』 一藝社、2002年4月、146頁
76. ↑  早坂茂三『政治家は「悪党」に限る』集英社、1998年
77. ↑  飯尾潤『政局から政策へ:日本政治の成熟と転換』p.32 エヌティティ出版、2008年
78. ↑  . 下野新聞SOON (下野新聞社). 2010-04-22  [2020-04-05]. （原始内容存档于2010-04-26）.
79. ↑  . YOMIURI ONLINE. 2012-12-17  [2012-12-21]. （原始内容存档于2021-04-17）.
80. 1 2  飯尾潤 2019，第34頁.
81. ↑  飯尾潤 2019，第129頁.
82. ↑  飯尾潤 2019，第128-129頁.
83. ↑  自民、こころが統一会派 参院で126人 （页面存档备份，存于） iza 2017年1月16日付
84. ↑  自民・こころ、参院で統一会派結成 （页面存档备份，存于） 日本経済新聞 2017年1月16日付
85. ↑  自民圧勝、与党310超…立憲民主が野党第1党 （页面存档备份，存于）讀賣新聞 2017年10月23日
86. ↑  . 朝日新聞デジタル. 2017-10-23  [2017-10-24]. （原始内容存档于2021-04-17）.
87. ↑  2019 参議院選挙 （页面存档备份，存于）朝日新聞
88. ↑  . NHKニュース. 2020-08-28  [2020-09-17]. （原始内容存档于2020-08-29）.
89. ↑  . 朝日新聞デジタル. 2020-08-28  [2020-08-30].[]
90. ↑  . NHK.   [2020年9月1日]. （原始内容存档于2020年9月2日）.
91. ↑  .   [2021-10-30]. （原始内容存档于2020-09-17）.
92. ↑  . NHK.   [2020-09-14]. （原始内容存档于2020-09-27）.
93. ↑  .   [2021-10-30]. （原始内容存档于2020-09-21）.
94. ↑  . 讀賣新聞.   [2021-09-03]. （原始内容存档于2022-05-31）.
95. ↑  日本放送協会. . NHKニュース. 2021年10月4日  [2021-10-05]. （原始内容存档于2022-05-31）.
96. ↑  . TBS NEWS. 2021年10月4日  [2021-10-04]. （原始内容存档于2021-12-23）.
97. ↑  吳柏緯. . 中央社. 2022-07-09  [2022-07-09]. （原始内容存档于2022-07-09） （中文（臺灣））.
98. ↑  . 新华网.   [2022-07-09]. （原始内容存档于2022-07-09）.
99. ↑  .   [2014-11-16]. （原始内容存档于2021-05-04）.
100. ↑  .   [2014-11-16]. （原始内容存档于2021-05-04）.
101. ↑  .   [2014-11-16]. （原始内容存档于2021-05-04）.
102. ↑  平成22年（2010年）綱領.PDF （页面存档备份，存于） (2010年1月24日) 2018年9月6日閲覧。
103. ↑  文件以「陛下」敬稱
104. ↑  .   [2020-04-05]. （原始内容存档于2013-12-14）.
105. ↑  憲法記念日にあたって 総裁談話 （页面存档备份，存于）(2011年5月)
106. ↑  .   [2020-04-05]. （原始内容存档于2019-12-06）.
107. ↑  .   [2020-04-05]. （原始内容存档于2019-12-06）.
108. ↑  .   [2020-04-05]. （原始内容存档于2015-09-17）.
109. ↑  .   [2020-04-05]. （原始内容存档于2019-12-06）.
110. ↑  .   [2020-04-05]. （原始内容存档于2019-12-06）.
111. ↑  .   [2020-04-05]. （原始内容存档于2019-12-06）.
112. ↑  .   [2020-04-05]. （原始内容存档于2019-12-06）.
113. 1 2  .   [2020-04-05]. （原始内容存档于2019-07-22）.
114. ↑  黨則88條。
115. ↑  黨則87條。
116. ↑  總裁公選規程六條之一。
117. ↑  . 2015-10-02  [2020-04-06]. （原始内容存档于2020-11-02）.
118. ↑   (PDF) (新闻稿). 自由民主党. 2012-09-26  [2020-04-06]. （原始内容 (PDF)存档于2021-02-21）.
119. ↑  「党員、100万人超えた」二階俊博・自民党幹事長 （页面存档备份，存于） - 朝日新聞デジタル 2016年10月1日掲載。
120. 1 2  . 読売新聞. 2011-11-01  [2014-08-27]. （原始内容存档于2011-11-03）.
121. ↑  . 週刊ポスト. 2011-11-14  [2014-08-27]. （原始内容存档于2020-06-06）.
122. 1 2  . 週刊朝日. 2011-11-09  [2014-08-27]. （原始内容存档于2021-04-17）.
123. ↑  黨則82條之一。
124. ↑  黨則82條之二。
125. ↑  自民、比例復活は「差し替え」「重複外し」など3分類に 次期衆院選の候補者選任基準 （页面存档备份，存于） - 産経ニュース 2015年1月20日掲載。
126. ↑  連続復活なら比例重複せず 自民衆院選方針 （页面存档备份，存于） - 日本経済新聞電子版 2017年11月23日掲載
127. ↑  比例復活連続で重複認めず＝自民 （页面存档备份，存于） - 時事ドットコム 2017年11月17日更新
128. ↑  黨則82條之2。
129. ↑  黨則89條之1規定向「黨本部」提出，但實際上是由幹事長受理。
130. ↑  黨則89條之2。
131. ↑  黨規律規約11條。
132. ↑  規律規約10條之2。
133. ↑   (新闻稿). 自由民主党.   [2010-03-18]. （原始内容存档于2009-03-03）.。
134. ↑  規律規約9條之3項。
135. ↑  規律規約12條與23條之5、6。
136. ↑  黨則90條。
137. ↑  自民党立党宣言 （页面存档备份，存于）-见平成２２年（２０１０年）綱領中的“我々が護り続けてきた自由（リベラリズム）とは、市場原理主義でもなく、無原則な政府介入是認主義でもない。”
138. ↑  .   [2013-05-30]. （原始内容存档于2021-01-19）.
139. ↑  .   [2013-05-30]. （原始内容存档于2021-02-10）.
140. ↑  .   [2013-02-27]. （原始内容存档于2019-06-11）.
141. ↑  .   [2014-02-08]. （原始内容存档于2014-02-21）.
142. ↑  .   [2020-04-05]. （原始内容存档于2021-04-17）.
143. ↑  .   [2020-04-05]. （原始内容存档于2021-02-21）.
144. ↑  自民党：石破派「水月会」20人で正式結成 総裁選に意欲
145. ↑  .   [2015-09-30]. （原始内容存档于2015-09-30）.
146. ↑  .   [2020-04-05]. （原始内容存档于2021-04-17）.
147. ↑  三春充希. . ちくま新書. 筑摩書房. 2019: 104頁. ISBN 9784480072214.
148. ↑  三春充希. . ちくま新書. 筑摩書房. 2019: 89、95頁. ISBN 9784480072214.
149. ↑  三春充希. . ちくま新書. 筑摩書房. 2019: 90頁. ISBN 9784480072214.
150. ↑  18、19歳の比例投票先 「自民」が40% 共同通信出口調査 （页面存档备份，存于）東京新聞 2016年7月11日
151. ↑  三春充希. . ちくま新書. 筑摩書房. 2019: 150、155頁. ISBN 9784480072214.
152. ↑  三春充希. . ちくま新書. 筑摩書房. 2019: 150–152頁. ISBN 9784480072214.
153. ↑  三春充希. . ちくま新書. 筑摩書房. 2019: 154頁. ISBN 9784480072214.
154. ↑  . 東京都選挙管理委員会.   [2016-08-26]. （原始内容存档于2016-08-26）.
155. ↑  . 総務省統計局.   [2016-08-26]. （原始内容存档于2016-08-20）.
156. 1 2 3  山下剛. . 朝日新聞. 2016-03-26  [2016-03-26].[永久]
157. ↑  「朝日新聞」 「参院選で自民候補を支援 宗教団体、靖国参拝に賛否」2013年8月16日金曜日朝刊第3面記事
158. ↑  . 每日新聞 (毎日新聞社). 2013-07-18  [2020-04-11]. （原始内容存档于2013-08-02）.
159. ↑  .   [2020-04-11]. （原始内容存档于2021-02-10）.
160. ↑  . 日本経済新聞 (日本経済新聞社). 2012-12-21  [2020-04-11]. （原始内容存档于2021-04-17）.
161. ↑  . 産経新聞. 2013-01-05  [2020-04-11]. （原始内容存档于2021-04-17）.
162. ↑  https://www.jiji.com/sp/graphics?p=ve_pol_politics-seijishikin-seitou時事通信社記事参照%5B%5D

## 外部連結
- 自由民主黨官方網站 （页面存档备份，存于） （日語）（英文）
- 自民黨廣報的X（前Twitter） （日語）